# Список персонажей цикла романов «В поисках утраченного времени»
Ниже представлен список персонажей цикла романов Марселя Пруста «В поисках утраченного времени» (далее — «Поиски»). Список разбит на три группы: основные (27), второстепенные (38) и эпизодические (170) персонажи. Внутри каждой группы персонажи даны в алфавитном порядке.

## О принципах отбора персонажей и изменчивости их имён
Количество упоминаемых в «Поисках» лиц очень велико (по некоторым подсчётам — около двух с половиной тысяч), поэтому в список включены лишь те персонажи, которые неоднократно появляются в повествовании (имеют активную повествовательную значимость), или появляются однократно, но представлены автором в активном действии или в яркой портретной характеристике (имеют самостоятельную образную значимость). В список не включены персонажи, появляющиеся или упомянутые в качестве пассивных или номинальных фигур. Ряд персонажей появляются в «Поисках» под разными именами и прозвищами: каждому такому персонажу даётся описание по основному (наиболее употребительному) имени, остальные его имена и прозвища указываются в алфавитном порядке (с отсылкой на основное) в том разделе, в котором помещено основное описание.

## Об источниках, проблеме перевода некоторых имён и условных обозначениях
Текстологическим источником для составления настоящего списка послужило первое полное русскоязычное 7-томное издание «Поисков», выпущенное издательством «Амфора» в 1999—2001 гг. Перевод томов I—VI выполнен Н. М. Любимовым (раздел «Приложения» VI тома переведён Л. М. Цывьяном), VII — А. Н. Смирновой. Литературовед А. Д. Михайлов отмечал, что Смирнова перевела целый ряд имён иначе, чем Любимов, и что перевод VII тома не состыкован с томами I—VI: в переводе Смирновой «появляется „Шарлюс“ (у Любимова „Шарлю“, что тоже возможно), композитор „Вентей“ (в остальных томах „Вентейль“), семейство „Камбремер“ (что совершенно правильно, но Любимов-то придумал „Говожо“, дабы передать не вполне приличную игру слов); в „Обретённом времени“ подруга Альбертины Андре совершенно напрасно названа „Андреа“, и что уж совершенно недопустимо, так как безграмотно, герцог Германтский фигурирует как „господин Германтский“». Имена персонажей в списке даются в переводе Любимова, в круглых скобках приводится французское написание, варианты Смирновой отмечаются звёздочкой. В квадратных скобках даются ссылки на соответствующие места в тексте «Поисков»: римскими цифрами обозначаются тома, арабскими — страницы.

## Основные персонажи
- Альбертина Симоне (Albertine Simonet)
- Амедэ, Батильда — см. Бабушка Рассказчика
- Андре (Andrée) / Андреа*, девушка «из стайки» в Бальбеке, самая старшая из них, подруга Марселя и Альбертины[4]. «Андре была неслыханно богата, и она с удивительной щедростью предоставляла возможность Альбертине, бедной сироте, пользоваться роскошью, в какой она жила». Влюблённый в Альбертину Марсель какое-то время делал вид, что отдаёт предпочтение Андре [II:510,544—545][4]. Позднее он не без основания стал подозревать Андре в любовных отношениях с Альбертиной (с тех пор, как во время второго пребывания в Бальбеке на это обратил его внимание доктор Котар). После смерти Альбертины Андре подтверждает многие его подозрения о любовницах Альбертины [IV:232—233; VI:173]. Впоследствии Андре вышла замуж за Октава, племянника г-жи Вердюрен, и продолжала общаться с Марселем. В конце «Поисков» Андре становится близкой подругой Жильберты [VII:41,307—308][4].
- Бабушка Рассказчика, Батильда Амедэ (Bathilde Amédée)
- Базен, герцог Германтский (Basin de Guermantes) / господин Германтский*
- Бергот (Bergotte) / Берготт*
- «Биш» — см. Эльстир
- Блок, Альбер (Albert Bloch)
- Бришо (Brichot), профессор Сорбонны, бывший директор школы; завсегдатай «кланчика» Вердюренов, где получил прозвище Шошот; филолог и педант[5]. После того, как г-же Вердюрен удалось полностью подчинить Бришо своему влиянию, ей «стал надоедать этот „верный“ своею беспредельною уступчивостью и покорностью, в которой она была заранее уверена» [I:318; IV:319,388; V:343]. Рассказчик, посещая вечера Вердюренов в Ла-Распельер, близ Бальбека, из всего кланчика предпочитал беседовать с эрудированным Бришо — несмотря на то, что «физическое зрение Бришо оставляло желать лучшего, зато духовным своим взором он обнимал широкие пространства». Для профессора «не являлось тайной, что г-жа Вердюрен смеётся над ним, иногда — при всех, смеётся даже над его физическими недостатками, но и убедившись, чего стоит дружба с людьми, и примирившись с этим, он все-таки считал г-жу Вердюрен лучшим своим другом» [IV:418—419]. В Париже Марсель вновь встречает Бришо, направляясь к Вердюренам на музыкальный вечер. Покорный Бришо участвует по окончании вечера в их заговоре против де Шарлю и, отчасти признаваясь в этом Рассказчику, сожалеет о том, в чём ему предстоит участвовать [V:231—267][6]. В начале мировой войны профессор приобретает популярность своими патриотическими и шовинистическими газетными выступлениями. Но впервые появившаяся у Бришо общественная значимость вызвала ревность г-жи Вердюрен, и она развернула «антибришотскую кампанию», выставляя профессора на посмешище своим светским друзьям [VII:104—106].
- Вентейль (Vinteuil) / Вентей*
- Вердюрен, Гюстав (Verdurin, Gustave ou Auguste) / Огюст*, бывший критик «Ревю», автор знаменитой монографии об Уистлере; муж и помощник г-жи Вердюрен, один из центральных участников её «кланчика»[5][7]. Он высказывал своё мнение только после жены, «вся его роль сводилась к тому, чтобы исполнять её желания и желания верных, и тут он проявлял необыкновенную изобретательность». Описывая события, предшествующие роману Свана с Одеттой, Рассказчик сообщает: «Мой дед хорошо знал семейство Вердюренов… Но он порвал всякие отношения с тем, кого он называл „молодым Вердюреном“: он считал, несколько упрощая положение вещей, что „молодой Вердюрен“, сохранив свои миллионы, окружил себя богемой и всякой шушерой» [I:260; II:250; VII:11]. Цепочкой эпизодов, проходящих через несколько книг «Поисков», Пруст описывает эволюцию отношения Вердюрена к одному из постоянных участников кланчика, Саньету: когда-то Вердюрен начинал с того, что слишком много позволял себе с робким архивариусом, затем безмерно распустил себя и, наконец, дошёл до его травли на музыкальном вечере Мореля, которая привела к сердечному приступу и скорой смерти Саньета. Эта драматическая сцена является авторским дополнением в текст изданной после смерти Пруста «Пленницы», вставкой, «безусловно поздней, сделанной уже после завершения основного текста… Пруст не успел привести рассказ об этой короткой сцене в соответствие с дальнейшим повествованием; ведь первоначально чета Вердюренов собиралась выплачивать разорившемуся на бирже Саньету небольшую ренту, что позволяло ему протянуть ещё несколько лет»[8] [V:314—315,385—388].
- Вердюрен, Сидони
- де Вильпаризи, Мадлена (Madeleine de Villeparisis)
- Германтская, герцогиня — см. Ориана
- Германтский, герцог — см. Базен
- Германтский, принц — см. Жильбер
- Жильберта Сван (Gilberte Swann)
- Жюпьен (Jupien)
- Котар (Cottard) / Коттар*
- де Кресси, Одетта — см. Одетта
- Легранден (Legrandin)
- Леграндена сестра — см. де Говожо, Рене-Элоди
- де Лом (de Laumes), принц и принцесса — см. Базен, Ориана
- Марсель — см. Рассказчик (Марсель)
- Мать Рассказчика, дочь Бабушки (см.). Марсель настолько сильно привязан к матери, что, будучи уже не вполне маленьким ребёнком, испытывает страдания от ежевечерней разлуки с ней во время их летнего пребывания в Комбре[9][10]. Описывая первое путешествие в Бальбек, он фиксирует то неизбежное, к чему привело его взросление: «Впервые я почувствовал, что моя мать может жить без меня, не для меня, не такой жизнью, как я… Разлуку с матерью я переживал особенно тяжело потому, что, по моим представлениям, она оказалась для матери последним звеном в цепи разочарований, которые я ей доставлял, которые она от меня скрывала» [I:53—54,383; II:244—245,299]. Стараясь быть опорой мужу и принимая у себя влиятельного, но малоприятного ей де Норпуа, она «полагала, что, укрепляя в моём отце хорошее мнение о маркизе де Норпуа и благодаря этому поднимая его в собственных глазах, она исполняла свой долг — делать жизнь приятней для своего мужа… И так как она была неспособна лгать моему отцу, то, чтобы искренне хвалить посла, она убеждала себя, что очарована им». Во второй поездке в Бальбек, после смерти бабушки, Марселя сопровождает мать[10]. В первый же день испытав мучительные воспоминания о бабушке, он понимает: «на самом деле до настоящего горя, каким было горе моей матери, — горя, которое надолго, а в иных случаях и навсегда буквально вырывает вас из жизни, как только вы потеряли любимого человека, — очень далеко скоротечному горю, которым все-таки потом оказалось моё, — горю запоздалому и скоропереходящему» [II:14; IV:201—204]. Через некоторое время после того, как Марсель, предполагая жениться на Альбертине, с разрешения матери поселяет её в их парижской квартире, отношение матери к происходящему изменилось: «Мама, уверенная в том, что ей все равно не удалось бы заставить меня отказаться от своего выбора, предпочитала делать вид, что она его одобряет. Но видевшие её в ту пору потом говорили мне, что к горю, причинённому ей кончиной матери, примешивалась постоянная озабоченность». После бегства и смерти Альбертины мать Марселя увезла его «на месяц с лишним» в Венецию, присутствует она и в финале «Поисков» [V:12; VI:255; VII:174][10]. Прототип: мать Пруста, Жанна-Клеманс Пруст, урождённая Вейль (1849—1905)[11].
- де Мезеглиз, граф — см. Легранден
- «Меме» — см. де Шарлю
- Морель, Шарль (Morel, Charles)
- де Норпуа (de Norpois)
- Одетта (Odette)
- Ориана, герцогиня Германтская (Oriane de Guermantes) / госпожа Германтская*
- Паламед — см. де Шарлю
- Рассказчик (герой Пруста) (Marcel)
- Рахиль (Rachel) / Рашель*, кокотка, которую Марсель прозвал «Рахиль, ты мне дана» (по названию арии из оперы Ф. Галеви «Жидовка»); Зезета, любовница маркиза де Сен-Лу; затем любовница Октава, которую тот бросил ради Андре, актриса[12]. Марсель впервые увидел её в доме свиданий «самого последнего разряда»[II:167—168; III:162; VI:238][13]. Два года спустя, подружившись с Сен-Лу, он узнаёт, что у того есть любовница, связь с которой его родственники считают губительной. Не зная любовницу Сен-Лу в лицо, он отмечает, что «„актёрка“, жившая с ним… разлюбила его и только мучила… оттягивая, однако, момент окончательного разрыва… вернее всего, спокойно ждала, когда „сколотится капитал“». Позднее, когда произошла их общая встреча и в любовнице друга Марсель «мгновенно узнал „Рахиль, ты мне дана“», Сен-Лу и Рахиль остались об этом в неведении [II:387—391; III:156]. Её преображение на сцене объяснило ему «основу самообмана, в который впадал Сен-Лу в своём отношении к Рахили»: лицо этой актрисы было из тех, что очаровывают на расстоянии, хотя «вблизи рассыпаются в прах». По окончании пьесы Сен-Лу и Марсель прошли за сцену: «Ещё стоявшие на сцене декорации, между которыми я пробирался, лишённые вблизи всего, что им придаёт расстояние и освещение, всего, что имел в виду писавший их большой художник, сейчас выглядели убого, и та же разрушительная сила коснулась и Рахили, в чём я убедился, когда подошёл к ней» [III:164—165,174—175]. Даже после женитьбы Сен-Лу влияние его бывшей любовницы ещё сказывалось: первое время «Жильберта, чтобы понравиться мужу, старалась походить на Рахиль, украшала, как она, пунцовыми, алыми или жёлтыми бантами волосы, делала такую же прическу» [VI:348]. В финале «Поисков» на приёме у принца Германтского Рассказчик встречает Рахиль, которая «была приглашена сюда прочесть стихи Виктора Гюго и Лафонтена». Он нашёл её «чудовищного вида старухой», с манерным стилем исполнения и плохой дикцией [VII:309,324]. Прототип: Луиза де Морнан (1884—1963), водевильная актриса, с Прустом познакомилась в 1903 г. и вела с ним обширную переписку[14].
- Сван, г-жа — см. Одетта
- Сван, мадемуазель — см. Жильберта
- Сван, Шарль (Charles Swann)
- де Сен-Лу, маркиза — см. Жильберта
- де Сен-Лу, Робер (Robert de Saint-Loup или Saint-Loup-en-Bray)
- «Тиш» — см. Эльстир
- де Форшвиль, баронесса — см. Одетта
- де Форшвиль, мадемуазель — см. Жильберта
- Франсуаза (Françoise)
- де Шарлю, Паламед Германтский (de Charlus, Palamède de Guermantes) / де Шарлюс*
- Чарли — см. Морель
- Эльстир (Elstir)

## Второстепенные персонажи
- Адольф (Adolphe), двоюродный дед Рассказчика[15][К 2], брат деда Амедея; бывший военный. В детские годы Марселя он приезжал летом в Комбре, а зимы проводил в Париже, где водил знакомства с актрисами и с кокотками, которых принимал у себя дома [IV:543—544]. Его приезды в Комбре прекратились после ссоры с семьёй Рассказчика из-за того, что он допустил случайную встречу у себя дома маленького Марселя и «дамы в розовом», своей любовницы [I:119,122—128]; годы спустя Марсель узнаёт, что это была Одетта, жена Свана[16]. Отношения с ней деда Адольфа начались ещё до романа Одетты со Сваном [I:124,384—386]. Прототип: Луи Вейль (1816—1896), двоюродный дед Пруста по матери; председатель парижского апелляционного суда, промышленник, финансист. Овдовев, стал вести довольно вольную жизнь, был любовником Лоры Эйман[17] (см. Одетта).
- Амедей — см. Дед Рассказчика
- д`Арпажон (d`Arpajon), виконтесса; высокого роста, рыжая; бывшая любовница герцога[18]. Снобизм сочетается в ней с невежественностью; на ужине у герцогини она много рассуждала о литературе с принцессой Пармской, но при этом не знала автора «Саламбо», а «поэтом, не способным отличить прекрасное от уродливого, считала Виктора Гюго». В свою очередь, Ориана отвечает на реплику принцессы о любви виконтессы к поэзии: «Но только она решительно ничего в ней не понимает… Она полюбила литературу, после того, как возлюбленный её бросил… Человек она не плохой, но вы не можете себе представить, какая она скучная. Каждый день она доводит меня до головной боли — приходится принимать пирамидон» [III:495—499].
- Бабал — см. Бреоте
- Берма (Berma) / Ла Берма*, знаменитая трагическая актриса, «которую Бергот считает гениальной» [I:477][19]. Её игру в «Федре» Марсель увидел ещё подростком, но в тот момент игра актрисы разочаровала его; лишь позднее, вновь увидев Берма в этой роли, он смог понять глубину её искусства [II:19,26; III:45,46][20]. Завершение артистической карьеры смертельно больной Берма затянулось из-за того, что она стремилась «поддержать потребности в роскоши собственной дочери… которой отдавала свои гонорары» и потакала во всём зятю, «поскольку, зная, что дочь его обожает, опасалась, что, если рассердит его, он, озлобившись, запретит с нею видеться» [VII:320]. В шестой книге «Поисков», в дни, когда Рассказчика покинула Альбертина, он из газет узнаёт о кончине Берма — это не согласуется с её появлением в седьмой книге, что связано с незавершённостью работы Пруста над последними частями «Поисков» в последние месяцы его жизни. [VI:58-61]. Прототип: Сара Бернар[21].
- Бернар, Ниссон (Bernard, Nissim) / Ниссим*, богатый еврей с восточной внешностью[22], двоюродный дед Альбера Блока (дядя жены его отца), «существо тихое и безобидное». На обеде, устроенном Блоками для Сен-Лу и Марселя на вилле в Бальбеке, «Блок-отец все время задевал дядю — то ли потому, что его раззадоривало беззащитное добродушие козла отпущения, то ли потому, что виллу оплачивал Ниссон Бернар, и пользовавшийся ею хотел показать, что он сохраняет свою независимость». Когда Бернар, узнав, что Сен-Лу — сын известного аристократа де Марсанта, упомянул, что де Марсант был одним из его лучших друзей, — «Блок побагровел, у его отца был очень сердитый вид, а девицы Блок давились хохотом» — никто из них не поверил в возможность такого знакомства, и, когда Блок-отец сказал Сен-Лу: «Не обращайте внимания, он невероятный хвастун», Сен-Лу и Марсель, поддавшись общей реакции, поверили Блоку, а не его чудаковатому дяде [II:380-381]. Но то, что говорил Бернар, было правдой: об этом Марсель узнаёт полгода спустя от виконтессы де Марсант [III:277]. Дальнейшее повествование обнаружило, что Ниссон Бернар вёл двойную жизнь, являясь поклонником молодых людей [IV:289—291,302—303][22].
- Бонтан (Bontemps), дядя Альбертины, правитель канцелярии министерства общественных работ (или министерства почт)[23]. Его жена — частая гостья салона Одетты, поэтому постаревший Сван в разговоре с Марселем преувеличенно хвалебно высказывается о Бонтане: «У него блестящие способности, это птица высокого полёта, выдающаяся личность. Он кавалер ордена Почётного легиона. Прекрасный человек и, помимо всего прочего, красавец мужчина». Рассказчик довершает характеристику внешности Бонтана: «И в самом деле: его жена вышла за него наперекор всем и вся только потому, что он „неотразим“. У него было всё, из чего составляется цельный облик незаурядного и тонкого человека: русая шелковистая борода, красивые черты лица, манера говорить в нос, мощное дыхание и стеклянный глаз» [II:46,96—98]. Во время дела Дрейфуса г-жа Вердюрен называла г-на Бонтана «„ни два ни полтора“, потому что он не стоял за пересмотр дела… он, будучи очень умен, спешил создать себе единомышленников во всех лагерях» [V:280]. В годы мировой войны он выбрал более твёрдую линию, выдвинувшись в ряд первых патриотов [VII:38][24].
- Бонтан, жена г-на Бонтана и тётя Альбертины, приятельница Одетты Сван[23]. Описывая перемены в круге общения Свана после женитьбе на Одетте, Рассказчик задаётся вопросом: «Как он терпел пошлую и злую г-жу Бонтан? Как мог он про неё говорить, что она милая женщина?» Эльстир «презирал её как интриганку», Альбертина говорила, что у её тети «всегда было только одно желание — как бы от меня отделаться» [II:92,99,497,546]. Зато ею интересовалась г-жа Вердюрен — «г-жа Бонтан привлекла её внимание у Одетты своей любовью к искусству» [V:280][23]. Возможная женитьба Марселя на её племяннице — мечта г-жи Бонтан; когда он временно поселил у себя дома Альбертину, г-жа Бонтан «не считала это неприличным» [IV:390—391; V:13]. После отъезда-бегства Альбертины к тете в Турень, Марсель посылает к г-же Бонтан своего друга Сен-Лу, чтобы с помощью возможного подкупа Бонтанов добиться содействия в возвращении Альбертины обратно. Но миссия Сен-Лу успеха не имела, а вскоре от г-жи Бонтан пришла телеграмма о смерти её племянницы в результате несчастного случая [VI:36,78—82]. В годы мировой войны на волне патриотических речей, в которых особо преуспел г-н Бонтан, его супруга вместе с г-жой Вердюрен оказались в центре внимания великосветского Парижа [VII:33,36][25].
- де Бреоте, Ганнибал (Hannibal de Bréauté-Consalvi), де Бреоте-Консальви, маркиз, затем граф, в близком кругу его звали «Бабал»[26]. Давний приятель и секундант Свана, рекомендовавший его в Жокей-клуб[фр.] [I:401]. «Де Бреоте, сосед Германтов по имению, бывал только у высочеств. Но он говорил о них с насмешкой и мечтал жить в музеях». «Чтобы о нём больше говорили как о человеке интеллигентном, чем как о человеке светском, граф де Бреоте, руководствуясь правилами Германтов, когда в Париже самые балы, отправлялся с элегантными дамами в длительные путешествия с общеобразовательными целями, а если какая-нибудь снобка, то есть женщина, ещё не завоевавшая себе положения в обществе, появлялась всюду, он наотрез отказывался с ней знакомиться, отказывался ей представляться. Его ненависть к снобам проистекала из его снобизма, но она вселяла в людей наивных, то есть во всех людей, уверенность, что он далек от снобизма» [III:434,456,510—511]. Де Бреоте, бывший любовник Одетты, — один из первых поклонников её малоизвестного салона [IV:179—180; VII:348]. За несколько месяцев до женитьбы Сен-Лу и Жильберты граф серьёзно болен, о чём сообщает герцогиня Германтская[27]; в финале «Поисков» де Шарлю, перечисляя Рассказчику своих умерших друзей, упоминает и де Бреоте [VI:222; VII:180].
- Вентейля дочь — см. Дочь Вентейля
- де Вогубер (de Vaugoubert), маркиз, посол при дворе короля Феодосия; друг де Шарлю и де Норпуа[28]; последний отзывался о нём лестно, хотя и критично: «это человек душевно ранимый, сердце у него золотое… И это его единственный недостаток: сердце дипломата не должно быть до такой степени прозрачно» [II:40; V:290]. Рассказчик отмечает, что «де Вогубер оказался одним из немногих светских людей (а может быть, даже единственным), находившихся с де Шарлю в отношениях, которые в Содоме называются „интимными“». Но де Шарлю не любил ходить с ним по улицам, так как «маркиз то и дело рассматривал в монокль молодых людей». Кроме того, де Вогубер «говорил на языке, который ненавидел барон. Он все мужские имена переделывал на женский лад, а так как он был очень глуп, то эта шутка казалась ему необычайно остроумной, и он все время покатывался со смеху» [IV:54; V:50]. В начале мировой войны сын маркиза был убит в бою, об этом Марселю писал с фронта Сен-Лу: «Вогубер, сын посла, был ранен семь раз, а потом его все-таки убили… несчастным родителям было разрешено присутствовать на похоронах при условии, что они не наденут траура и не задержатся больше пяти минут, потому что бомбардировки не прекращались… отец был в таком состоянии, что, уверяю тебя, я, ставший теперь совершенно бесчувственным, потому что не раз видел, как голову товарища, с которым мы как раз в эту минуту беседуем, разносит осколком мины, а то и просто отрывает от шеи, я не мог сдержаться при виде отчаяния бедного Вогубера, который превратился в жалкое подобие себя самого. Генерал повторял ему, что его сын воевал, как герой, что он погиб за Францию, но рыдания становились лишь отчаяннее, беднягу невозможно было оторвать от тела сына» [VII:65—66]. Прототип: маркиз Гюстав Луи Ланн Монтбелло, посол Франции в России, способствовавший сближению двух держав[29].
- Германтская, принцесса — см. Мари-Жильбер
- де Говожо, Зелия (Zélia de Cambremer) / де Камбремер*, Говожо-старшая — маркиза из старинного провинциального рода[30], вдовствующая мать маркиза де Говожо, ученица Шопена [IV:254,258]. Шарль Сван и Ориана де Лом издеваются над её именем [I:418][31][К 3], и переводчик Н. Любимов придумал имени Камбремер русский аналог — Говожо, «дабы передать не вполне приличную игру слов»[3]. Двусмысленно звучащая фамилия Камбремер была навеяна Прусту фамилией его преподавателя из лицея Кондорсе Виктора Кюшеваля, «в которой можно услышать „зад“ и „лошадь“» и которая «была для учеников лицея вечным поводом для шуток»[32]. На музыкальном вечере у маркизы де Сент-Эверт (во времена романа Свана и Одетты) Зелия де Говожо являет собой немолодую и несколько старомодную даму. Много лет спустя Рассказчик знакомится с ней в Бальбеке: обещав Сен-Лу навестить его друга, величественная Говожо-старшая в сопровождении невестки и парижского адвоката нанесла ему визит прямо на пляже [I:407; IV:244—246]. Говожо-старшая — одна из самых долгоживущих персонажей «Поисков»: ученица Шопена здравствует и в финале «Поисков» [VII:255].
- де Говожо (de Cambremer) / де Камбремер*, Говожо-старший — маркиз, уродливый сын Зелии де Говожо[33], «дворянин-фермер с повадками причетника», проживавший близ Бальбека, бывший офицер. Прозвище «Канкан»* («Cancan»)[34], данное ему армейскими приятелями, в переводе Н. Любимова превращается в «Гого» [IV:374—375] — от Говожо. Рассказчик встречал его во время первого путешествия в Бальбек: «мужчина с низким лбом, мужчина, на глазах у которого были шоры предрассудков и воспитания, местный вельможа, зять Леграндена, иногда приезжавший в гости в Бальбек» [II:281]. Будучи второй раз в Бальбеке, Рассказчик поражается внешностью маркиза на ужине у Вердюренов: «Конечно, к ней можно было привыкнуть. Но его нос, свисавший надо ртом, — одна-единственная кривая линия из всех, какие только можно было провести на его лице, — являлся приметой самой обыкновенной глупости». Но маркиз «был косоглаз — а благодаря косине даже дураки, развеселившись, сходят за умников» [IV:373—374,451—452]. Впрочем, несколько лет спустя Сен-Лу отзывался о Говожо-старшем совсем иначе: «Его жена полная идиотка, могу тебя уверить. Но сам он превосходный человек, одарённая натура, очень приятный во всех отношениях». В финале «Поисков», на приёме у принца Германтского Рассказчик общается с постаревшим маркизом, неузнаваемым в новой «маске Времени» [VII:49—50,254—255].
- де Говожо, Рене-Элоди (Renée-Élodie de Cambremer) / де Камбремер*, Говожо-младшая — маркиза по мужу, сестра инженера Леграндена, мечтала попасть в круг Германтов[34]. «Прелесть молодого лица маркизы» де Говожо на музыкальном вечере у маркизы де Сент-Эверт стала одним из первых новых впечатлений, увлекших Свана, когда он преодолел болезненную страсть к Одетте. Говожо-младшая испытывала «настойчивое и дорого стоившее стремление… подражать в туалетах и в шике герцогине Германтской» — однажды она появилась в Опере, воткнув в волосы «державшееся на проволоке подобие плюмажа с катафалка», что «придавало ей вид провинциальной пенсионерки, прямой, как палка, сухой и костлявой» [I:462; III:52—53]. Говожо-младшая была поклонницей Вагнера; её свекрови Зелии «было известно, что молоденькая её невестка (очень считавшаяся с мнениями своей новой семьи, но сознававшая своё превосходство в области умственных интересов: она разбиралась во всем вплоть до гармонии и владела греческим языком) презирала Шопена, она его просто не выносила» [IV:407—408].
- де Говожо, Леонор (Léonor de Cambremer) / де Камбремер*, Говожо-младший — юный маркиз (в конце Поисков — граф), сын сестры Леграндена и Говожо-старшего[35]; Рассказчик встречал его во время своей первой поездки в Бальбек [III:110]. Несколько лет спустя Говожо-младший женился на мадмуазель д’Олорон (удочерив швею, де Шарлю дал ей один из своих титулов)[35]. «Юного Говожо, которого всегда влекло к литераторам, как, например, к Берготу… такой блестящий брачный союз не сделал большим снобом, но, считая себя теперь наследником герцогов Ольрнских, „великих князей“, как их называли в газетах, он был настолько убеждён в своём величии, что мог себе позволить поддерживать знакомство с кем угодно». Однако брак не осчастливил его невесту: «заболев брюшным тифом, она в день венчания с трудом добралась до храма и через месяц с лишним скончалась». «Благорасположение де Шарлю после замужества его приёмной дочери перешло на юного маркиза де Говожо. Сходство вкусов маркиза и барона, раз оно не помешало де Шарлю одобрить его женитьбу на мадмуазель д’Олорон, естественно, оказало влияние на то, чтобы барон ещё больше его оценил после того, как он стал вдовцом» [VI:267—281]. В конце «Поисков» Рассказчик замечает в Леоноре некоторые черты его дяди[36]: когда Говожо-младший «очаровывал все общество своей изысканностью, утончённостью, сдержанной элегантностью, я узнавал в этих качествах — как и в его выразительном взгляде, в его страстном стремлении добиться успеха — то, что отличало уже его дядю Леграндена, старого приятеля моих родителей, типичного буржуа, хотя и с аристократическими манерами» [VII:293].
- Дед (дядя) Адольф — см. Адольф
- Дед Рассказчика, Амедей (Amédée), по матери, муж Батильды. Злоупотреблял крепкими напитками, которые были ему воспрещены, чем очень расстраивал бабушку[37]. Дед Рассказчика — близкий приятель отца Шарля Свана[37], за год до романа Свана и Одетты он пригласил Свана на свадьбу своей дочери [I:44,52,55,383]. Ещё до рождения Марселя он «хорошо знал семейство Вердюренов», но «порвал с ними всякие отношения». «Однажды дед получил письмо от Свана, в котором Сван спрашивал, не может ли он познакомить его с Вердюренами. „Берегись! Берегись! — воскликнул дед. — Меня это нисколько не удивляет — так именно и должен кончить Сван. Я не могу исполнить его просьбу прежде всего потому, что с этим господином я больше не знаком… Сван завязнет в болоте у молодых Вердюренов, и мы же будем потом в ответе!“ Дед отказал, и к Вердюренам ввела Свана Одетта» [I:260]. За несколько лет до смерти бабушки Марселя его мать, цитируя излюбленное выражение деда Амедея, говорит о нём, как об уже умершем: «„Берегись! Берегись!“ — как говаривал твой покойный дедушка». Однако в третьей книге «Поисков» Пруст воскрешает деда Амедея в предсмертные дни его жены Батильды [I:499; III:342—346].
- Директор гранд-отеля в Бальбеке, уроженец Монако «румынского происхождения», как говорил он сам о себе; бабушка Марселя по прибытии с ним в отель «вступила в спор об „условиях“ с директором — этаким пузаном, у которого и лицо и голос были все в рубчиках (на лице — от выдавливания множества прыщей, в голосе — от смешения разных говоров, обусловленных отдалённостью его месторождения и его космополитическим детством)… Он пересыпал свою деловую речь выражениями изысканными, но бессмысленными». В конце сезона, когда из отеля уже выехали почти все, «он расхаживал по коридорам, одетый в новый сюртук, по-видимому только что побывавший у парикмахера, который сделал из его испитого лица смесь, на одну четверть состоявшую из кожи, а на три четверти — из косметики, всегда в новом галстуке… Он словно производил смотр небытию, ему словно хотелось своим безукоризненным видом показать, что оскудение отеля в связи с неудачным сезоном — явление временное, и походил он на призрак монарха, возвращающегося на развалины своего дворца… Подсчитанные убытки не мешали ему строить грандиозные планы на годы вперед» [II:260—263,571]. В свой второй приезд в Бальбек Рассказчик обнаруживает, что в грамматике директор не силён: «учась говорить на языках для него новых, он разучивался говорить на тех, которые знал раньше» [IV:182—183].
- Дочь Вентейля, дочь композитора Вентейля[38]. После смерти матери жила с отцом в усадьбе Монжувен, неподалеку от Комбре, где юный Рассказчик летом гулял с родителями: «Мы здесь часто встречали его дочь — она мчалась в двуколке и сама правила. С некоторых пор она стала появляться со своей старшей подругой, о которой в наших краях шла дурная слава и которая вдруг окончательно поселилась в Монжувене. Это вызвало толки». Несколько лет спустя Рассказчик оказался невольным свидетелем того, как, будучи в трауре по недавно умершему отцу, она вместе со своей старшей подругой-любовницей намеренно надругалась над его памятью[39]. Размышляя об истоках её порока, он предполагал, что такие садистки, как она, — «существа в высшей степени сентиментальные, добродетельные от природы, так что даже в чувственном наслаждении они видят дурное… И если им удаётся уговорить себя на мгновение предаться злу, то они силятся сами побывать и заставляют побывать своих соучастниц в шкуре порока, так, чтобы на мгновенье создать себе видимость побега из их совестливой и нежной души в бесчеловечный мир наслаждений. И когда я убедился, насколько это недоступно для мадемуазель Вентейль, я начал понимать, насколько это для неё желанно» [I:164,202,215—221].
- Жизель (Gisèle), девушка «из стайки» в Бальбеке[40], которая по словам Рассказчика, «при первой нашей встрече так злобно смеялась над стариком, которого Андре задела лёгкими своими ножками: „Бедный старикашка, мне его жаль“». Встречаться с Жизелью Марселю «было особенно трудно» потому, что Андре, с которой он был дружен, «была с ней в плохих отношениях и ненавидела её. „Я долго терпела её дикую фальшь, её подлость, бесконечные пакости, какие она мне делала, — сказала Андре. Я всё терпела ради других. Но последняя капля переполнила чашу моего терпения“. И тут Андре рассказала мне, что эта девушка распустила про неё действительно нехорошую сплетню». Через некоторое время после отъезда Жизели Альбертина получила от неё письмо с копией экзаменационного сочинения, отмеченного преподавателями. Жизель выбрала тему «Софокл пишет из ада Расину, чтобы утешить его в связи с провалом „Гофолии“… „Ей здорово повезло, — заметила Альбертина. — Как раз над этой темой она корпела здесь с учительницей французского языка“». Зачитав сочинение подругам и Марселю, Альбертина и Андре, не сдерживая «чувство благожелательного превосходства», камня на камне не оставили от опуса Жизели [II:500—502,527—531].
- Жильбер, принц Германтский (Gilbert de Guermantes), муж Мари-Жильбер, двоюродный брат герцога Германтского[41]. Ориана иронично отзывается о принце: «у него хорошая, чистая душа, но это какое-то ископаемое… Хотя этот живой обломок — мой родственник, он меня пугает, и у меня только одна мысль: „Оставайся ты в своём средневековье“. А так он милейший человек: сроду никого не зарезал». Рассказчик характеризует принца как «человека старозаветного, заставлявшего жену садиться в экипаже слева от него, потому что она была хоть и королевского, а все же не такого знатного рода, как он»; но сравнивая его с герцогом Германтским, отмечает, что, несмотря на внешнее радушие герцога и холодность принца, высокомерен был именно герцог. Принц Германтский, долгое время бывший ярым антидрейфуссаром, нашёл в себе мужество признаться своему другу дрейфуссару Свану в том, что изменил своё мнение о деле Дрейфуса [III:444,530; IV:69,128—135]. Принц Жильбер был не чужд пороку, которому предавался его родственник де Шарлю[35]. По ироническому стечению обстоятельств одного другому рекомендовал в Бальбеке выездной лакей родственницы де Говожо, очередная пассия барона, а затем принц случайно стал объектом очередной «измены» Мореля барону [IV:461—462,568]. После смерти Мари-Жильбер принц женился на бывшей г-же Вердюрен [VII:277][35]. Прототип: граф Эмери де Ларошфуко[42].
- Жюпьен, Мария-Антуанетта (Jupien, Marie-Antoinette), швея, племянница Жюпьена, впоследствии — мадмуазель д`Олорон (d’Oloron), приёмная дочь барона де Шарлю, наконец, недолгая жена юного маркиза де Говожо[43]. Сперва она помогала дяде шить жилеты. Затем стала «подручной» у портнихи и, найдя себе заказчиц «среди дам из высшего общества, начала работать на дому… чаще всего — с одной или двумя своими товарками по мастерской, которых взяла к себе в ученицы». Случайно на неё обратил внимание сын камердинера деда Адольфа, и «девушка произвела на него сильное впечатление… Морель, в котором она узнала человека „своего круга“ (только поэлегантнее и побогаче), произвёл на неё не менее сильное впечатление и очень ей понравился» [I:61; III:18,266—267]. Желая лишь позабавиться с ней, а потом бросить, Морель рассказал об этом своему любовнику де Шарлю. Но тот, узнав, что речь идёт о дочери другого его любовника Жюпьена, заявил, что «Жюпьен — человек хороший, а малютка — прелестная девушка, обижать их бессовестно». Барон даже решил женить Мореля на «малютке», и тот стал склоняться к этому браку: он «предпочитал, чтобы его содержала племянница Жюпьена, чем де Шарлю; эта комбинация предоставляла ему больше свободы». Однако брак не состоялся: в тот день, когда Морелю предстояло выступить у Вердюренов, скрипач устроил дикую сцену, набросившись на влюблённую в него девушку с площадной бранью. После разыгравшегося у Вердюренов скандала и отречения Мореля от барона, де Шарлю приехал к Жюпьену, тот «со слезами рассказал о своих несчастьях барону, а не менее несчастный барон объявил, что он удочерил брошенную малышку, что она возьмёт себе один из его титулов, вернее всего — мадмуазель д’Олорон, что он даёт ей великолепное образование и выдаёт замуж за богатого человека» [IV:486—487; V:55—58,190—191,370]. При посредничестве принцессы Пармской мадемуазель д`Олорон вышла замуж за Говожо-младшего, но «заболев брюшным тифом, она в день венчания с трудом добралась до храма и через месяц с лишним скончалась» [VI:275—280].
- Камбремер — см. Говожо
- Котар, Леонтина (Cottard, Léontine) / Коттар*, жена доктора Коттара[44], одна из немногих жён, удержавшихся в «кланчике» Вердюренов. Во времена романа Свана и Одетты молодая докторша на вечерах Вердюренов «обычно из скромности помалкивала, но если её осеняло, то она находила в себе мужество ввернуть словцо. Когда она чувствовала, что оно будет сказано кстати, то это её ободряло, и она с кем-нибудь заговаривала не столько для того, чтобы блеснуть, сколько для того, чтобы оказать услугу мужу» [I:247,323]. Много лет спустя, когда Котар стал профессором, а Сван и Одетта были уже давно женаты, отец Марселя «выражал удивление, на что нужна г-же Сван такая мещанка, как г-жа Котар». Мать придерживалась иного мнения: «она знала, что для женщины, очутившейся в среде, не похожей на ту, что окружала её раньше, пропало бы почти всё удовольствие, если бы у неё не было возможности довести до сведения своих старых знакомых о том, что их сменили новые, более блестящие. Для этого нужен свидетель… Г-жа Котар, вполне подходившая для такой роли, принадлежала к той особой категории гостей, о которых мама, складом ума отчасти напоминавшая своего отца, говорила: „Чужестранец! Иди и расскажи спартанцам!“» [II:101—102]. На ужине у Вердюренов в Ла-Распельер г-жа Котар почти ничем не обнаруживала своё присутствие, но всё же Рассказчик нашёл возможность сделать забавную зарисовку и с неё [IV:430—433].
- Леа (Léa), мадмуазель; «артистка, подруга двух девушек, которых Альбертина, делая вид, что не замечает их, разглядывала в зеркале» (в Бальбеке)[45]. Любовница Эстер Леви, а также скрипача Мореля, к которому она обращалась как к женщине. Рассказчик подозревает, что у мадмуазель Леа были любовные отношения и с Альбертиной [V:168,173,252,417], и по-видимому, именно её Сен-Лу встречает в Турени, куда он поехал, чтобы уговорить Альбертину вернуться к Марселю: «он встретил единственное знакомое лицо, напомнившее ему о былом, — бывшую подругу Рахили, миловидную актрисульку, жившую неподалеку на даче. И при одном имени актрисульки я себе сказал: „Возможно, именно она“» [VI:79—80]. Кроме того, когда, задолго до знакомства с Альбертиной, совсем ещё юный Марсель, влюблённый в Жильберту, отправился к ней на свидание, он увидел свою подружку в Булонском лесу вдвоём с молодым человеком. Лишь много лет спустя вышедшая замуж Жильберта призналась, что с ней «была Леа в мужском костюме» [VI:359—360][46]. Прототип: французская актриса Жинет Лантельм (ум. в 1911 г.)[47].
- Леония Октав (Léonie Octave), тётя Марселя, дочь его двоюродной бабушки, вдова г-на Октава, владелица дома в Комбре и многочисленных ферм в его окрестностях[48]. Во времена раннего детства Марселя «тетя Леония ещё жила зиму в Париже у своей матери», после смерти своего мужа она не пожелала «расстаться сначала с Комбре, затем — со своим домом в Комбре, затем — со своей комнатой, а потом уже… со своей постелью». При этом тетя Леония не замыкалась в самой себе: её кровать «стояла у окна, так что улица была у тети перед глазами, и от скуки она, по примеру персидских принцев, с утра до вечера читала на этой улице всегда одну и ту же незабвенную комбрейскую хронику, а затем обсуждала её с Франсуазой» [I:93—97,158]. «На протяжении ста пятидесяти страниц до самой своей смерти тетя Леония находится в центре паутины, откуда нити разбегаются к саду, к улице, к церкви, к прогулкам в окрестностях Комбре и — всякий раз возвращаются в её комнату… В ней видна своеобразная пародия, гротескная тень самого Марселя — больного писателя, который ловит в свою паутину жужжащую кругом жизнь»[49]. Марсель оказался одним из основных её наследников: «Тетя Леония завещала мне вместе со всякой всячиной и громоздкой мебелью все свои наличные деньги, посмертно доказав этим, как она меня любила, о чём я не подозревал, пока она была жива» [II:32]. Но тётя передала ему в наследство и часть своего характера: Марсель обнаруживает это в своём поведении, когда «пленяет» у себя дома Альбертину [V:88—89]. Прототип: Элизабет Амио (1828—1886), старшая сестра отца Пруста[50], вышедшая замуж за Жюля Амио, самого крупного коммерсанта в Илье[51].
- Лифтёр из гранд-отеля в Бальбеке; с ним Марсель, впервые приехавший в Бальбек, сталкивается при заселении в отель: «незнакомый человек, которого называли „лифтёр“ и который помещался на самом верху отеля, на высоте купола нормандской церкви, точно фотограф в стеклянном ателье или органист в будочке, начал спускаться ко мне с проворством резвящейся пленницы — ручной белки». «Он был человек не без самолюбия и не без способностей, способности же его проявлялись в том, что он ловко орудовал в клетке лифта и она у него не застревала между этажами. Но говорил он неправильно… В языке лифтёра было любопытно вот что: он пятьдесят раз на дню слышал, как проживающие в отеле кричат: „Подъемник!“ — а он все-таки говорил: „приемник“… он принадлежал к той части современного пролетариата, которая стремится вытравить из своего языка следы рабства… слова „ливрея“ и „жалованье“ казались ему устарелыми и роняющими человеческое достоинство». Во время второго пребывания в Бальбеке Марсель пользовался услугами лифтёра в качестве посыльного. «С присущей ему демократической гордостью… он правильно употреблял выражение, которым пользуются в замкнутой среде, — например, в среде академиков — по отношению к посыльному, всего лишь раз в три дня исполнявшему обязанности лифтёра: „Я попрошу меня заменить моего коллегу“» [II:262—263,407—408; IV:227—228]. Бальбекский лифтёр был предметом притязаний Сен-Лу, о чём Рассказчику несколько лет спустя поведал метрдотель Эме[52]: «Мальчишка даже собирался подать жалобу, и нам с трудом удалось замять это дело». Но это не помешало тому же лифтёру в начале мировой войны обратиться к Сен-Лу с просьбой «устроиться» в авиацию [VI:346; VII:57—58].
- Мари-Жильбер, принцесса Германтская (Marie-Gilbert de Guermantes; Marie-Hedwige), жена принца Жильбера, урождённая герцогиня Баварская, двоюродная сестра герцогини Германтской, родственница Мари-Энар де Марсант [II:105; III:32,228][41]. Впервые увидев её в Опере и очарованный красотой принцессы, юноша-Рассказчик описывает её появление в полутьме ложи бенуара, подобное явлению «старшей богини». Но при непосредственном знакомстве Марселя с принцессой Германтской его поэтические впечатления сменяются на весьма прозаические. При этом он отмечает, что с принцессой впоследствии судьба свяжет его тесными узами дружбы. Он же упоминает о её тайных и безответных чувствах к де Шарлю [III:38—39; IV:47,138—139,381]. После смерти Мари-Жильбер титул принцессы Германтской получила бывшая г-жа Вердюрен, вышедшая замуж за овдовевшего принца[41][53]. В финале «Поисков» на приёме у принца Рассказчик, встретив преемницу Мари-Жильбер, признаётся: «Что же касается меня, в этом совпадении титулов и имен, благодаря чему до сих пор существовала принцесса Германтская, не имевшая никакого отношения к той, которая некогда так очаровала меня и которой больше не существовало на свете, которая казалась теперь беззащитной, обворованной мертвой женщиной, — было нечто невыносимо тягостное» [VII:278]. Прототип: графиня Элизабет Греффюль[54].
- де Марсант, Мари-Энар (Marie-Aynard de Marsantes), графиня, виконтесса, вдова графа де Марсанта, мать Робера де Сен-Лу, родная сестра герцога Германтского, родственница принцессы Германтской[55]. Одна из немногих посещала салон Одетты после женитьбы на ней Шарля Свана [II:104; III:228,249—250]. Её сын был в числе претендентов на брак с Жильбертой, имевшей состояние в сто миллионов: г-жа де Марсант сочла, что это была бы прекрасная партия для её сына[56]. «Г-жа де Марсант имела неосторожность обмолвиться, что это очаровательная девушка, что ей абсолютно неизвестно, бедна она или богата, да она и знать этого не желает, но заполучить такую жену, пусть даже бесприданницу, большое счастье для молодого человека с нелегким характером». Но когда в борьбу за богатую невесту вступила принцесса Силистрийская, Мари-Энар спасовала перед её интригами и, «не желая оставаться ни с чем, обратила свой взор на м-ль д`Антраг, дочь герцога Люксембургского. За той было всего двадцать миллионов приданого, что не очень удовлетворяло г-жу де Марсант, но она всюду распространялась, что Сен-Лу не может жениться на какой-то м-ль Сван (фамилия де Форшвиль уже не упоминалась). Но через некоторое время кто-то опрометчиво бросил, что на м-ль д`Антраг собирается жениться герцог де Шательро, и г-жа де Марсант, щепетильная как никто, возмутилась, сменила линию, снова вернулась к планам относительно Жильберты, устроила так, чтобы предложение сделал Сен-Лу, и вскоре произошла помолвка» [VI:336—337].
- Моле (Molé), графиня. Одна из немногих представительниц высшего света, посещавшая дом Сванов, что раздражало герцогиню Германтскую. Затем графиня Моле стала открыто демонстрировать свою дружбу с Одеттой, чей салон возвысился благодаря растущей славе Бергота. Одно время графиню превозносил де Шарлю; на званом ужине у принцессы Германтской он «почти весь был скрыт от взоров юбкой графини Моле — женщины, по его собственному признанию, производившей на него наиболее сильное впечатление» [IV:91,93,175—176]. Но затем обидчивый барон в корне изменил своё отношение: «Никто не пользовался таким вниманием барона, какое он подчеркнуто выказывал графине Моле. Каким знаком безразличия дала она однажды понять, что она его не заслужила? Сама графиня всегда говорила, что ей так и не удалось догадаться. Одно её имя приводило барона в неистовство, и он произносил красноречивые, но гневные филиппики». Когда де Шарлю «наложил вето» практически на всех гостей, которых Вердюрены собирались пригласить на музыкальный вечер Мореля, «г-жа Вердюрен, с которой графиня Моле всегда была очень любезна», предложила позвать её. «Ах, боже мой, о вкусах не спорят, — сказал де Шарлю, — …Позвольте вам заметить, что нехорошо звать на концерт… особу, которую я с полным основанием исключил из числа моих близких знакомых, нахалку без роду-племени, которой ни в чём нельзя доверять, дуру, воображающую, что она может обвести вокруг пальца и герцогинь и принцесс Германтских… Моле! Эту фамилию теперь уже неприлично произносить» [V:275—276]. Именно де Шарлю инициировал её дискредитацию в прессе, что в конце концов привело к смерти графини[57].
- Октав (Octave), молодой денди, сын богатого промышленника, племянник Вердюренов[58], чемпион по гольфу и игрок в баккара. Одновременно с Марселем был влюблён в Альбертину, впоследствии женился на её подруге Андре [VI:248—254; VII:41]. Марсель встречает Октава в компании девушек «из стайки» во время своего первого посещения Бальбека и отмечает его характерную черту: «Он не мог „ничего не делать“, хотя никогда ничего не делал. Полная бездеятельность влечёт за собой в конце концов те же самые последствия, что и непосильная работа, — как в области духа, так равно и в области тела, в области мускулов, — вот почему постоянная умственная пустота, которую прикрывал задумчивый лоб Октава, в конце концов, хотя внешне Октав был все так же спокоен, начала вызывать у него бесплодный зуд мысли, не дававший ему спать по ночам, как это бывает с переутомившимися метафизиками» [II:491—492,497]. После смерти Альбертины Рассказчик вновь упоминает Октава, который неожиданно для всех «выступил со скетчами, для которых сам выполнил эскизы декораций и костюмов к скетчам; костюмы и декорации произвели в современном искусстве революцию, во всяком случае не менее грандиозную, чем та, какую произвёл русский балет» [VI:238—241]. Прототип: Жан Кокто, Пруст познакомился с ним в 1910 г.; когда Пруст пожаловался ему на госпожу де Шевинье, узнавшую себя в романе и отказавшуюся его читать, Кокто заметил ему, что «Фабр написал книгу о насекомых, но не требовал от них, чтобы они читали её!»[32].
- д’Олорон — см. Жюпьен, Мария-Антуанетта
- Отец Рассказчика, видный чиновник, правитель министерской канцелярии[59]. В молодости он внешне напоминал белокурого волхва с фрески Бернардино Луини[60]. В детском восприятии Марселя отец «был так всемогущ, к нему так благоволили влиятельные лица, что… если б я тяжело заболел, если б меня похитили разбойники, то, уповая на прочность связей отца в высших кругах, на силу его рекомендательных писем к господу богу я смотрел бы на свою болезнь или на плен как на бредовые явления, не опасные для меня, и спокойно дожидался бы, когда настанет час моего неизбежного возвращения к отрадной действительности». При этом отношение отца к сыну было двойственным: «Склад моего ума вызывал у отца презрение, но это его презрение до такой степени смягчалось ласковостью, что в общем его отношение ко мне нельзя было назвать иначе как нерассуждающей снисходительностью» [I:231; II:33—34,301]. Отцу Марселя оказывал расположение маркиз де Норпуа, и по его совету он дал сыну заняться литературой, отказавшись от желания устроить ему карьеру дипломата [II:13—17,63][61]. После поездки Марселя с бабушкой в Бальбек его семья переезжает во флигель особняка герцога и герцогини Германтских, где жили и другие квартиранты. Отец Марселя «не отличался особой приветливостью и не любил заводить новые знакомства, в чём он откровенно и признавался». Однажды герцогу «понадобилась справка из той области, которая входила в компетенцию моего отца, и герцог представился ему с отменной учтивостью. После этого он часто просил отца сделать ему то или иное одолжение, и когда отец спускался с лестницы, думая о делах и стараясь избежать встреч, герцог бросал своих конюхов, подходил во дворе к моему отцу, с услужливостью, унаследованной от прежних королевских камердинеров, поправлял ему воротник пальто, брал его, взбешённого, не знавшего, как вырваться, за руку и, держа в своей, даже гладя её, чтобы с бесцеремонностью царедворца показать, что его драгоценная плоть не брезгует такого рода прикосновениями, провожал до самых ворот» [II:13; III:8,13,29,31]. Последний раз отец Рассказчика появляется в повествовании незадолго до отъезда Марселя с матерью в Венецию [VI:196]. Прототип: отец Пруста, преуспевающий парижский врач Адриен Пруст (1834—1903)[62].
- Пармская, принцесса (de Parme), мать герцога Альбера Гвастальского. Рассказчик знакомится с ней в салоне герцогини Германтской[63]. «Годами, — как парфюмер, пропитывающий однородную массу жирового вещества, — я пропитывал имя принцессы Пармской запахом множества фиалок, теперь же, когда я увидел принцессу… я мысленно взялся за другое дело… при помощи новых химических реакций я начал удалять из имени принцессы всю фиалковую эссенцию и весь стендалевский аромат, а взамен вводить в него образ маленькой черноглазой женщины, занимающейся благотворительностью и до того смиренной в своей любезности, что вам сразу становилось ясно, из какой величавой гордыни выросла эта любезность». Салон принцессы заметно уступает элитарному салону герцогини: «каждый приезд Орианы доставлял принцессе Пармской много хлопот — такой нападал на неё страх, что Ориане всё у неё не понравится. Но зато, и по той же причине, когда принцесса Пармская ехала ужинать к герцогине Германтской, она была заранее уверена, что у герцогини всё будет хорошо, чудесно, боялась же она только, что не поймёт, не запомнит и не усвоит мыслей и не сумеет понравиться людям и освоиться в их среде» [III:428—431,456—462]. В шестой книге «Поисков» принцесса, по просьбе де Шарлю «взявшая на себя труд подобрать партию для мадмуазель д`Олорон», устроила брак приёмной дочери барона с Говожо-младшим [VI:275—276][64]. Прототип: некоторые черты её образа взяты Прустом от принцессы Матильды Бонапарт[65].
- Племянник Вердюренов — см. Октав
- Племянница Жюпьена — см. Жюпьен, Мария-Антуанетта
- Подруга дочери Вентейля, жила с ней в доме Вентейля в Монжувене под Комбре, что вызвало толки; участвовала в посмертном надругательстве дочери над памятью Вентейля, невольным тайным свидетелем которого стал Рассказчик [I:202,215—221][39]. Она же — старшая подруга и вероятная любовница Альбертины (заменила ей «мать и сестру», с ней Альбертина провела в Триесте свои «лучшие годы»; её и дочь Вентейля она называет своими «старшими сестрами»), о чём Марсель узнал в конце своего второго пребывания в Бальбеке [IV:609]. Когда на музыкальном вечере у Вердюренов Морель с группой музыкантов исполнял Септет Вентейля, Рассказчик сообщает, что композитор, по слухам, «оставил после себя только Сонату, а все остальное было записано им на клочках и не поддавалось прочтению» — затем поясняя: «Нет, все-таки поддалось благодаря усидчивости, уму и благоговению перед покойным композитором единственного человека, который довольно долго общался с Вентейлем, изучил его приёмы и мог догадаться, чего он добивается от оркестра: я имею в виду подругу мадмуазель Вентейль… Подругу мадмуазель Вентейль порой мучила мысль, что, может быть, она ускорила кончину музыканта. Но, в течение нескольких лет разбирая закорючки Вентейля, устанавливая единственно верное прочтение его загадочных иероглифов, она, омрачившая последние годы жизни композитора, могла утешить себя тем, что зато он обязан ей неувядаемой своею славой» [V:309,311].
- Санилон (Sanilon) — см. Теодор
- Саньет (Saniette), бывший архивариус, завсегдатай салона Вердюренов[66], «который из-за своей застенчивости, простодушия и доброты утратил вес в обществе, а между тем это был сведущий палеограф, богатый человек из хорошей семьи. У него была каша во рту, и это было очаровательно, так как чувствовалось, что это не столько дефект речи, сколько душевное качество, как бы навсегда сохранившийся в нём остаток детскости». Во времена романа Одетты и Свана Саньет «слегка раздражал» Вердюренов, «и они особенно не старались с кем-либо сдружить его». В «кланчике» Вердюренов были удивлены, когда приглашённый к ним Одеттой граф де Форшвиль «оказался шурином Саньета: старый архивариус держался очень скромно, и верные были убеждены, что он ниже их по положению; им и в голову не могло прийти, что Саньет человек состоятельный и даже довольно знатного рода». Но вскоре он был изгнан из «кланчика» стараниями своего шурина, который «искал случая выставить отсюда человека, который слишком много о нём знал» [I:264—265,317,346]. Годы спустя Саньет вновь стал появляться у Вердюренов — Марсель встречает его у них во время своего второго пребывания в Бальбеке. Но теперь г-н Вердюрен, не скрывая своего раздражения, откровенно глумится над попытками «косноязычного» Саньета принять участие в общем разговоре. Остальные «„верные“ прыскали, и сейчас они напоминали толпу людоедов, у которых рана, нанесённая белому, вызывает жажду крови». Заключительным актом издевательств Вердюренов над Саньетом становится его травля на музыкальном вечере, приведшая к его скорой смерти [IV:398—399; V:314—315].
- де Сент-Эверт, Диана (Diane de Saint-Euverte), маркиза[67]; её парижский особняк с монументальной лестницей столь велик, что в нём есть даже концертный зал на несколько сот слушателей, где она устраивала благотворительные музыкальные вечера ещё во времена романа Свана и Одетты [I:396—399]. Много лет спустя (в конце третьей книги «Поисков») герцог и герцогиня Германтские спешат на обед к маркизе, на котором должны присутствовать «брат короля Феодосия, инфанта Мария Консепсьон и пр.» В тот же вечер (в начале четвёртой книги) маркиза приезжает на званый ужин к принцессе и принцу Германтским, но «не столько для того, чтобы получить удовольствие от их вечера, сколько для того, чтобы упрочить успех своего, чтобы завербовать ещё кое-кого из своих присных… подобно трудолюбивой пчеле, она прилетела к Германтам, чтобы собрать на завтра мед подтверждений со всех приглашённых» [III:584,605; IV:85—88,178]. В годы мировой войны, когда в Парижском свете тон задавали г-жа Вердюрен и г-жа Бонтан, «салон Сен-Эверт[К 4] был выцветшей этикеткой, под которой присутствие самых известных художников, самых влиятельных министров уже не могло привлечь никого» [VII:36].
- Ский (Ski), польский скульптор Вырадобецкий (Viradobetski) из салона Вердюренов позднего периода; г-жа Вердюрен предпочитала его давно покинувшему их «кланчик» Эльстиру[68]. Рассказчик знакомится со Ским в Бальбеке[69]: «скульптор Ский, которого так называли, во-первых, потому, что всем трудно было произносить его польскую фамилию, а во-вторых, потому, что он, с некоторых пор проникнув в то, что называется „обществом“… в сорок пять лет и несмотря на безобразную внешность отличался каким-то особым мальчишеством». «Ский рисовал все, что угодно, на запонках, на дверях… считалось, что Ский — ума палата, а на самом деле весь его умственный багаж состоял из двух — трёх мыслишек». «Его смех был не похож на смех Вердюрена — удушье курильщика. Ский сперва принимал хитрый вид, потом, как бы помимо него, из его рта излетал смешок, точно первый звонок, а затем наступало молчание, во время которого его хитрый взгляд, казалось, сознательно проверял, насколько смешно то, что сейчас было сказано, наконец раздавался второй удар смехового колокола» [IV:324—325; V:343]. В финале «Поисков», на приёме у принца Германтского, Рассказчик встречает его среди гостей: «Ский изменился не больше, чем какой-нибудь увядший цветок или высохший плод» [VII:257]. Прототип: Фредерик де Мадразо (1878—1938), художник, женатый на старшей сестре Рейнальдо Ана, завсегдатай салона Мадлены Лемер, друг Пруста, весьма ценивший его рассуждения о живописи[70].
- Теодор (Théodore), один из жителей Комбре, которого все именуют просто Теодором и которому в двух последних книгах «Поисков» Рассказчик даёт сперва фамилию Санилон, а затем Соттон (Sautton; в последнем случае он мог быть младшим сыном г-жи Сотон, жительницы Комбре); в повествовании о детстве Марселя упоминается также и его сестра. Теодор нечасто появляется в повествовании, но всякий раз в каком-то новом качестве. В первой книге «Поисков» он — мальчик, служивший у бакалейщика Камю и певчий в местной церкви[71], помогавший Франсуазе управляться с тетей Леонией — «ворочать её на постели и переносить в кресло» [I:102,107,206—207]; в пятой — кучер одного из друзей де Шарлю и брат горничной баронессы Пютбю (причём, подобно Морелю, он в одинаковой мере интересуется женщинами и мужчинами) [V:364—365][72]; в шестой — некто Санилон, поздравивший Рассказчика письмом в связи с публикацией его статьи в «Фигаро», затем — аптекарь в Мезеглизе, о детских похождениях которого с крестьянскими девочками вспоминает Жильберта в Тансонвиле [VI:224,358]; в начале седьмой книги (там же, в Тансонвиле) Франсуаза рассказывает, что Теодор — любовник Леграндена, у него есть невеста, но, по её словам, он живёт сейчас где-то на юге; Франсуаза называет его фамилию: Соттон — и Рассказчик тут же понимает, что это и есть тот самый неузнанный ранее корреспондент, поздравивший его с выходом статьи [VII:8—9].
- де Форшвиль (de Forcheville), граф, затем — барон, шурин Саньета[73]. Введён в круг Вердюренов Одеттой, которая сделала его своим любовником одновременно со Сваном (с которым Форшвиль когда-то служил в одном полку). Форшвиль не отличался умом: «Что касается претенциозных и пошлых тирад, произносимых иногда художником, и коммивояжёрских острот, на которые отваживался Котар, то Сван, любивший обоих, охотнее извинял их… между тем как интеллектуальный уровень Форшвиля был таков, что тирады художника ошеломляли и восхищали его, хотя смысл их оставался для него темен, и он упивался остроумием доктора». На одном из вечеров Форшвиль, одобряемый Одеттой, учинил расправу над своим скромно держащимся пожилым родственником: «То ли Форшвиль, почувствовав, что Вердюрены недолюбливали его шурина Саньета, решил избрать его мишенью для своего остроумия и проехаться на его счёт, то ли его рассердила неловкость, допущенная по отношению к нему Саньетом… то ли, наконец, Форшвиль в последнее время просто искал случая выставить отсюда человека, который слишком много о нём знал и который был настолько щепетилен, что в иные минуты его коробило самое присутствие Форшвиля, о чём тот догадывался» [I:317,325,346—347]. Позднее он перестал посещать салоны г-жи Вердюрен, но с Одеттой его отношения, по всей видимости, не прекращаются, так как после смерти Свана Одетта становится женой де Форшвиля[73]. Тот пришёл «к выводу, что, женясь на вдове еврея, он делает доброе дело, подобное доброму делу миллионера, который подбирает на улице гулящую девицу и вытаскивает её из грязи. Форшвиль готов был простереть свою доброту на Жильберту, чему способствовало её многомиллионное наследство, но помехой женитьбе служило нелепое имя Свана. Форшвиль заявил, что удочерит её» [VI:204—205,342].
- де Шательро (de Châtellerault), герцог из рода Германтов, внучатый племянник маркизы де Вильпаризи[74]. «Это был ярко выраженный тип Германта: белокурые волосы, нос с горбинкой, точечки на ноздреватой коже щек — всё это мы уже видели на портретах его предков» [III:219,436]. За несколько дней до званого ужина у принцессы Германтской, к которой герцог был впервые приглашён (после десятилетней ссоры с ней его родителей), «швейцар принцессы встретил на Елисейских полях молодого человека; он был так очарован им, но так и не узнал, кто это. И не потому, чтобы молодой человек был щедр, но не любезен. Напротив, все те услуги, какие швейцар считал необходимым оказать молодому барину, барин оказал ему. Но герцог де Шательро, при всей своей неосторожности, был трусишка; он не хотел открывать своё инкогнито, главным образом потому, что не знал, с кем имеет дело; он струсил бы ещё больше — хотя и без особых оснований, — если бы это стало ему известно. Герцог выдал себя за англичанина» — что возымело комические последствия во время их встречи на приёме у принцессы Германтской [IV:41,47—48]. Его гневно упоминал де Шарлю в своих откровениях с профессором Бришо на тему гомосексуализма и распускаемых о нём слухах: «Мне передавали, что про меня он говорил черт знает что, но мне наплевать. Я считаю, что комья грязи, бросаемые человеком, которого чуть не выгнали из Джокей-клоба за то, что он передернул в карты, летят обратно и падают на него» [V:366—367]. В конце шестой книги «Поисков» молодой герцог де Шательро — один из претендентов на брак с Жильбертой перед её помолвкой с Сен-Лу [VI:336]. Тем удивительнее перемена, которую обнаруживает в нём Рассказчик в финале «Поисков»: «я удивился ещё больше, услыхав, что герцогом Шательро называют этого маленького старичка с посеребренными усами а-ля дипломат, в котором лишь какая-то искорка, чудом сохранившаяся от прежнего взгляда, позволяла признать молодого человека, с которым я встречался однажды в доме госпожи де Вильпаризи» [VII:242].
- Шофёр Рассказчика, шофёр автомобильной кампании, услугами которого Марсель пользовался во время своего второго пребывания в Бальбеке, а затем и в Париже. Позднее Марселю стало известно, что в Бальбеке «одним из клиентов шофёра был де Шарлю и что Морель, которому было поручено расплачиваться с шофёром и который часть денег прикарманивал (заставляя шофёра при расплате утраивать и удесятерять количество километров), очень с ним подружился (делая, однако, из этого знакомства тайну)». Сойдясь за спиной у Шарлю с Морелем, шофёр с его помощью решил устроиться на постоянную работу к Вердюренам[74]. Для этого «он потребовал от Мореля, чтобы Вердюрены не только сменили свой брек на авто… но и сменили — а это уже было гораздо сложнее — главного кучера». Грязными способами дискредитировав кучера, Морель добился его ухода. «На другой же день к Вердюренам поступил шофёр, и г-жа Вердюрен была так им довольна, что впоследствии, когда ей пришлось нанять другого, она очень рекомендовала его мне и уверяла, что на этого человека можно положиться во всем. Я о нём ничего не знал и в Париже нанял его с условием, что буду рассчитываться с ним поденно» [IV:484—513]. Когда Альбертина стала жить в доме Марселя, шофёра нередко использовали для самостоятельных поездок Альбертины, в истинных целях которых ревнивый Марсель вскоре стал сомневаться[74]. Добившись затем от шофёра уверений в том, что тот присматривает за Альбертиной и правдиво докладывает ему о её разъездах, он глубоко ошибся. «Мог ли я предположить… что в течение этих двух дней Альбертина, взбешённая разговором шофёра со мной, унизилась до того, что в конце концов заключила с шофёром мир? Почем же я знал?» [V:153—158].
- Щербатова (Sherbatoff, princesse), богатая русская княгиня из позднего «кланчика» Вердюренов[75]. Не зная княгиню в лицо, Марсель впервые видит её в купе пригородного поезда близ Бальбека: она «была вульгарна и в то же время с претензиями; я задал себе вопрос: к какой социальной категории она принадлежит? — и тут же ответил: это, наверно, содержательница большого дома терпимости, путешествующая сводня». Два дня спустя, когда он ехал с Котаром к Вердюренам, доктор, перечисляя друзей их дома, назвал и княгиню Щербатову. «Из-за отсутствия знакомств княгиня Щербатова вот уже несколько лет проявляла по отношению к Вердюренам такую верность, благодаря которой она стала уже не просто „верной“, а типом верности, идеалом… „Верные“ думали, что княгиня неизмеримо выше своей среды, что ей там скучно, потому-то среди множества знакомых, с которыми она могла бы поддерживать отношения, ей хорошо только с Вердюренами». Там же, в пригородном поезде по пути в Ла-Распельер, Котар повёл гостей Вердюренов «на поиски княгини Щербатовой. Она сидела в углу пустого купе и читала „Ревю де Де Монд“. Из боязни нарваться на грубость, она давно уже взяла себе за правило сидеть на месте не двигаясь, забиваться в угол — как в вагоне, так и в жизни — и, прежде чем протянуть руку, ждать, чтобы с ней поздоровались первыми. „Верные“ застали её за чтением. Я узнал её сразу: эту женщину… я позавчера в этом же самом поезде принял за содержательницу дома терпимости» [IV:306-307,328-331,348—349]. Княгиня скончалась в день музыкального вечера Мореля, но г-н Вердюрен хладнокровно отреагировал на известие о смерти одной из самых «верных»: «Мы выразили Вердюрену сочувствие по поводу кончины княгини Щербатовой. „Да, я знаю, она очень плоха“, — сказал он. „Да нет, она скончалась в шесть часов!“ — воскликнул Саньет. „Вы всегда преувеличиваете“, — резко заметил Саньету Вердюрен, — поскольку вечер не был отложен, он предпочитал гипотезу болезни» [V:267].
- Эме (Aimé), метрдотель гранд-отеля в Бальбеке, приезжавший сюда каждый год в летние месяцы[76]. Эме был очень обходителен с гостями, чью значимость он умел распознать по малейшим штрихам. В зимние сезоны он работал метрдотелем в парижском ресторане: «Эме, выделявшийся среди своих заурядных товарищей умением скромно блеснуть, совершенно непроизвольно излучал из себя нечто романическое, что обычно исходит на протяжении нескольких лет от пушистых волос и греческого носа, и этим он отличался от многих других слуг» [II:294—295; III:150,163]. Во время своего второго пребывания в Бальбеке Марсель часто общался с Эме: «Дело в том, что с некоторых пор Эме доставляло удовольствие поболтать со мной или, как он выражался, — без сомнения, желая подчеркнуть философский, с его точки зрения, характер наших бесед, — „порассуждать“» [IV:464—466]. Услужливый Эме не раз выполнял его поручения, связанные с выяснением порочных связей Альбертины[74]: в пятой книге «Поисков» он прислал Марселю фотографию её вероятной любовницы Эстер, в шестой, после смерти Альбертины, провёл по его просьбе целое расследование в Бальбеке и Ницце, результаты которого изложил в письмах [V:434; VI:102—146]. Кроме того, Эме сообщил Марселю и о порочных наклонностях его друга Сен-Лу [VI:346][77]. Прототип: Оливье Дабеска, первый метрдотель отеля Риц на Вандомской площади (с его открытия в 1898 г.), по происхождению баск. Дабеска знал «весь Париж» и часто служил Прусту бесценным источником информации[78].

## Эпизодические персонажи
- Агригентский (d`Agrigente) / Агрижантский*, принц, его прозвище — «Гри-Гри»[16]; сын невестки герцога Германтского; наследник короны Арагона; семья принца имела замок в окрестностях Комбре. Многолетний приятель Шарля Свана, один из немногих представителей высшего света, посещавший салон Одетты Сван [II:108; VI:221]. Его титул, образованный от названия сицилийского города Агридженто и поэтизирующий в восприятии Марселя имя принца [III:437—438,550,602], — вымышленный. «В действительности такого феодального рода и соответствующего феода (на Сицилии) не существовало»[79]. Разочарованный из-за несоответствия между дразнящим воображение именем и реальной личностью Марсель годы спустя вновь встречает принца и находит его облагороженным болезнью и старостью[80].
- Адвокат из Парижа, поклонник и собиратель живописи Ле Сиданэ, предпочитавший её картинам Эльстира[81]; сопровождает (вместе с женой и сыном) Говожо-старшую и её невестку в Бальбеке, где те наносят визит Рассказчику на пляже [IV:244—246,250].
- Алиса (Alix), пожилая маркиза с набережной Малаке, дама с причёской в стиле Марии-Антуанетты в салоне у маркизы Вильпаризи, её приятельница и конкурентка [III:193—194,198].
- Альбаре, Селеста — см. Селеста Альбаре
- Аманьен д`Осмон (Amanien d`Osmond), маркиз, двоюродный брат герцога Германтского; его прозвище «Мама»[82]. Один из любовников Одетты во времена её романа со Сваном — де Шарлю был секундантом Свана на его дуэли с д’Осмоном. В третьей книге «Поисков» известия о скорой смерти д`Осмона едва не помешали герцогу и герцогине поехать на вечер к принцу Германтскому и на ночной бал-маскарад [III:584; V:357].
- д`Амбрезак, Дези и … (d`Ambresac), девицы, их богатые родители владели виллой в окрестностях Бальбека во время первого пребывания там Рассказчика. Дези д`Амбрезак рассматривалась молодыми парижскими аристократами как одна из самых выгодных невест [III:407—408]. Альбертина завидовала элегантности и социальному положению обеих д`Амбрезак[83].
- д`Амбрезак, мать сестёр д`Амбрезак[83], родственница маркизы де Вильпаризи и знакомая принцессы Люксембургской; «г-н и г-жа д`Амбрезак были страшнейшие богачи, но вели очень скромную жизнь, муж всегда ходил в одном и том же пиджаке, жена — в темном платье» [II:497].
- д`Амонкур, Тимолеон (Timoléon de Amoncourt), маркиза[4], дочь герцога де Монморанси; «маленькая, необыкновенно красивая брюнетка», приятельница Ибсена и д`Аннунцио, чрезвычайно общительная светская дама [IV:82-84].
- д`Аржанкур (d`Argencourt), вдовствующая графиня, урождённая Сенпор (Seineport), сестра маркиза де Босержана, мать графа д`Аржанкура, «принимавшая у себя в небольшом количестве людей всякого звания, потому что она была синим чулком, тогда как её сын был страшнейшим снобом» [III:452].
- д`Аржанкур (d`Argencourt), граф бельгийского происхождения; поверенный в делах Бельгии и свойственник маркизы де Вильпаризи, с которым Марсель знакомится на приёме у маркизы [III:210,227][18]. В финале «Поисков» на приёме у принца Германтского Рассказчик с трудом узнаёт прежних знакомых: «самую необычную картину являл мой личный враг, господин д’Аржанкур… ему было суждено стать существом настолько отличным от себя самого, что мне казалось, будто я стою перед совсем другим человеком, в такой же степени доброжелательным, беспомощным, безобидным, в какой привычный д’Аржанкур был высокомерен, враждебен и опасен» [VII:242-245].
- Архивариус при маркизе де Вильпаризи — см. Вальмер
- Берма-дочь — см. дочь Берма
- «Благость Джотто»(La Charité de Giotto), персонаж из детства Рассказчика в Комбре: судомойка у кухарки Франсуазы в доме тёти Леонии, «несчастное, болезненное существо, донашивавшее ребёнка». Её просторный передник «напоминал плащ на аллегорических фигурах Джотто, снимки с которых мне дарил Сван. Он-то и обратил наше внимание на это сходство и спрашивал о судомойке: „Как поживает Благость Джотто?“ И в самом деле: несчастная бабёнка, отекшая от беременности, с прямыми квадратными щеками, походила на могучих, мужеподобных дев, точнее — матрон, этих олицетворений добродетелей из капеллы Арена» [I:128].
- Бланде (Blandais), старший нотариус Ле-Мана и его супруга[81]; нотариус, председатель суда в Канне г-н Бонсен, старшина адвокатов Шербурга, «видные деятели главных департаментов этого края», вместе с их жёнами — завсегдатаи бальбекского гранд-отеля [II:273] (см. Бонсен).
- Блатен (Blatin), дама, читающая «Деба»[84]; знакомая Одетты, «чьих приходов она боялась», а её муж находил в г-же Блатен сходство с портретом Савонаролы Фра Бартоломео. Марсель часто видел эту неизвестную ему даму на Елисейских полях, где он играл с Жильбертой[84]: «Я не уставал восхвалять почтенную даму, читавшую „Деба“ (я внушил своим родным, что это вдова посла, а может быть, даже герцогиня), и восторгался её красотой, её осанкой, её породистостью, но как-то раз сообщил, что Жильберта называет её госпожой Блатен. — Ах, вот это кто! — воскликнула моя мать, а я в этот момент готов был сгореть со стыда… — Это вдова судебного пристава… её страсть — завязывать отношения. Она уродлива, чудовищно вульгарна и к тому же ещё страшная ломака» [I:499—500; II:93,122].
- Блок, Соломон (Bloch, Salomon), отец Альбера Блока[85], представитель малопочтенного еврейского семейства. Присутствовавший на бальбекском обеде у Блоков Рассказчик стал свидетелем и описал удивительное проникновение Блока-отца в Блока-сына [II:347,374—375].
- Блока сёстры — см. Сёстры Блока
- Бонсен (Poncin), председатель суда в Канне[86], «человек почтенный… с моложавым лицом в седеющих бакенбардах и с живыми глазами»; он, старшина адвокатов Шербурга и старший нотариус Ле-Мана г-н Бланде — завсегдатаи бальбекского гранд-отеля[86]: «Они останавливались всегда в одних и тех же номерах и, вместе с женами, строившими из себя аристократок, образовывали свою компанию». Подобно «кланчику» Вердюренов, эту компанию, державшуюся всегда вместе и не допускавшую «примеси чужеродного элемента», Рассказчик называл: «клан председателя суда» [II:273,277,341].
- Бонсен, жена председателя суда[87]; снисходительно обсуждает в кружке своих бальбекских приятельниц пожилую даму, богатую и знатную (маркизу де Вильпаризи), считая её самозванкой, а принцессу Люксембургскую — авантюристкой [II:276,302—303].
- Бородинский (Borodino), князь[К 5], капитан кавалерии и командир эскадрона в Донсьере, где служит Сен-Лу[88]. «Дедушка князя был произведён в маршалы императором, и великокняжеский титул он получил тоже от императора, а потом он породнился с ним благодаря браку, отец же князя женился на двоюродной сестре Наполеона III и после государственного переворота два раза занимал министерские посты». Сен-Лу критически отзывается о князе за его отношение к интеллигентному майору Дюроку: «Князь Бородинский на порог его к себе не пустит — только потому, что он разночинец. Надо же быть таким зазнайкой, а ведь у него прадед был простым фермером, да и самому ему быть бы фермером, если б не наполеоновские войны» [III:76,126]. Прототип: внук Наполеона капитан Шарль Валевский (1848—1916), под началом которого Пруст проходил военную службу (1889—1890)[89].
- де Босерфей (de Beaucerfeuil) / Бозерфей* — см. де Монсерфей
- де Босержан (de Beausergent), сестра маркизы де Вильпаризи, бабушка Рассказчика ценит её мемуары[90]. Любимым племянником г-жи де Босержан был маленький Базен, будущий герцог Германтский [VII:25,30].
- де Босержан, юный маркиз, другой племянник г-жи де Босержан и брат графини д`Аржанкур. Рассказчик описывает его в ложе с маркизой де Говожо-младшей на представлении в Опере с участием Берма [III:53][91].
- де Бретейль, Квазимодо (Quasimodo de Breteuil), близкий друг Свана, маркиза дю Ло и Орианы Германтской во времена их молодости [VI:220].
- дю Бульбон (du Boulbon), доктор, «знаток нервно-мозговой деятельности», большой поклонник книг Бергота[26] (тот, в свою очередь, рекомендует интеллигентного дю Бульбона Марселю вместо доктора Котара). В связи с ухудшением состоянии бабушки, которую лечил профессор Котар, Марсель предложил пригласить на консультацию доктора дю Бульбона, и тот безапелляционно констатировал у больной уремией типичные признаки невроза, пояснив бабушке: «Невроз — гениальный актёр. Нет такой болезни, какую он не мог бы искуснейшим образом разыграть». Дю Бульбон рекомендовал бабушке прогулки; в результате первой же из них с ней случился удар. В то лето, когда Марсель второй раз отправился в Бальбек, доктор дю Бульбон «рассчитывал пожить некоторое время по ту сторону Бальбекского залива, где у больных он был нарасхват» [I:144; II:161; III:301—313; IV:234]. Прототип: Эдуард Бриссо, в одном из писем Пруста он упоминается в качестве модели доктора дю Бульбона[92].
- Бульонский, Сирюс (Cyrus de Bouillon), граф, отец маркизы де Вильпаризи[26]; упоминается под именем Флоримон де Гиз; по словам маркизы, когда она была совсем маленькой, герцог Немурский, обращаясь к её отцу, называл его «Сирюс» [II:326; III:537].
- Бульонский, герцог, брат маркизы де Вильпаризи и дядя герцогини Германтской[93], последний из принцев де ла Тур д`Овернь. Рассказчик случайно сталкивается с ним в дверях кабинета герцога Германтского, принимая его за провинциального просителя [III:583; IV:99].
- де Бурбон (de Bourbon), принцесса, покойная жена де Шарлю, о которой он говорил Марселю: «я потерял жену — прекрасную, благородную, во всех отношениях безупречную женщину». Сен-Лу упоминает её, описывая Марселю своего дядю: «Такой красавец, как он, не мог не иметь успеха у женщин! Я не сумел бы вам сказать, у кого именно, потому что он очень скрытен. Знаю только, что он ловко обманывал мою бедную тётку. И тем не менее он был с ней необыкновенно мил, она его обожала, и он долго потом оплакивал её. В Париже он бывает на кладбище почти ежедневно» [II:355; III:292].
- де Валькур, Эдит (Édith de Valcourt), герцогиня, подруга графини Марии-Терезы де Мортемар; принц Германтский по каким-то причинам не принимает её. Приглашённая бароном де Шарлю на музыкальный вечер Мореля, устроенный им у Вердюренов, герцогиня де Валькур становится свидетельницей «заговорщицких» переговоров Марии-Терезы с бароном [V:320—322].
- Вальмер (Vallenères), архивариус[94], секретарь «антиревизионистского комитета»; помогает маркизе де Вильпаризи в работе над мемуарами (разбирает письма к ней исторических деятелей) и время от времени исполняет обязанности её секретаря. Он был националистом и во времена дела Дрейфуса «всё время внушал маркизе, что скоро вспыхнет гражданская война и что маркизе надо быть осторожнее в выборе знакомых» [III:187—190,235,248][94].
- де Варамбон (de Varambon), статс-дама принцессы Пармской[94], «очень хорошая, но ограниченная женщина, которую когда-то отрекомендовала принцессе мать герцога» Германтского. На ужине у герцогини Германтской г-жа де Варамбон упорно настаивала, что Марсель приходится племянником адмиралу Жюрьену де ла Гравьеру [III:504—505][94].
- де Ватри (de Vatry), полковник, барон; приятель дедушки Адольфа и арендатор квартиры в его доме на бульваре Мальзерб. Дедушка Адольф «был очень разборчив в выборе жильцов: он сдавал квартиры только своим друзьям или тем, что впоследствии становились его друзьями» [IV:544].
- де Велюд (de Vélude), виконтесса по прозвищу Крошка («Mignonne»), см. де Монпейру[7].
- Виктор, камердинер из дома Рассказчика[95], «имевший пристрастие к популярным мотивчикам и любивший пересыпать свою речь модными словечками». Франсуаза «считала камердинера своим другом, так как он постоянно с возмущением рассказывал ей, какие жесткие меры собирается принять республика против духовенства» [III:20].
- де Вильбон (Villebon), урождённая Курвуазье. Рассказчик описывает упорство, «какое г-жа де Вильбон, снобируя, проявляла в своём отношении к графине Г.», и своеобразные плоды, которое оно принесло [III:447—448].
- де Вильмандуа (de Villemandois), маркиз, юный племянник герцогини Германтской, с которым у Рассказчика не сложились отношения[95]. В финале «Поисков» на приёме у принца Германтского, встретив его среди гостей, он отмечает удивительную сердечность маркиза [VII:289—290].
- де Вильмюр (de Villemur), дама из круга принцессы Германтской[96]. Когда принцесса обращает внимание известного художника Детая, какая у г-жи де Вильмюр красивая шея, г-жа де Вильмюр проявляет редкую изобретательность, чтобы сначала элегантно повернуться к нему, а затем найти удобное место для художника [IV:46].
- Владелец гранд-отеля в Бальбеке, главный директор сети гранд-отелей; «маленький человечек, седой, красноносый, совершенно невозмутимый и необычайно корректный, которого, по-видимому, так же хорошо знали в Лондоне, как и в Монте-Карло, и везде считали одним из крупнейших содержателей гостиниц во всей Европе» [II:290].
- Владимир, великий князь: Пруст включил в эпизод с вымышленной виконтессой д`Арпажон [IV:71—72] реальное историческое лицо. Вместе со своей супругой он подолгу бывал в Париже[97].
- де Вогубер (de Vaugoubert), маркиза, жена посла[28]. Марсель знакомится с ней на званом ужине у принцессы Германтской: «В министерстве про Вогуберов говорили — без тонкого намека, — что дома юбку надо бы носить мужу, а жене — штаны. Маркиза де Вогубер была мужчиной… К моему огорчению, она рассматривала меня с интересом и любопытством, как одного из тех молодых людей, какие нравились маркизу де Вогуберу, одного из тех молодых людей, каким ей так хотелось быть» [IV:58—60].
- де Галардон (de Gallardon), маркиза из рода Курвуазье[98], «постоянно думавшая о своём родстве с Германтами, которое бесконечно возвышало её и в глазах света, и в её собственных глазах, но в котором было для неё и нечто обидное, так как самые блестящие представители этого рода сторонились её — может быть, потому, что она была женщина скучная, может быть, потому, что она была женщина злобная, может быть, потому, что она принадлежала к младшей ветви рода, а может быть, и без всякой причины». Маркиза на двадцать лет старше Орианы де Лом [I:404—405,446].
- де Галардон, вдовствующая герцогиня из рода Курвуазье, которую её родственница Ориана за пять лет ни разу не удостоила своим посещением. Тётя Адальбера де Курвуазье и будущая свекровь принцессы де Галардон [IV:66].
- Гвастальский, Альбер (de Guastalla, Albert), герцог, сын принцессы Пармской, родственник де Шарлю [III:573].
- Гвастальский, герцог, сын принцессы Иенской; принцесса Пармская считает, что он узурпировал титул, который по праву принадлежит её сыну Альберу [III:525].
- де Германт-Брассак (de Guermantes-Brassac), племянница принцессы Германтской. Говожо-младшая была уверена, что на ней женится Сен-Лу и уверяла в этом Марселя [IV:586—587].
- Германтская, баронесса, присутствует на приёме у принцессы Германтской, где вместе с Марселем производит «смотр гостиным» [IV:75].
- Германтский, барон, молодой человек, друг герцога де Шательро; Рассказчик описывает их на приёме у маркизы де Вильпаризи: «Высокие, тонкие, с золотистой кожей и золотистыми волосами, настоящие Германты, эти два молодых человека казались сгустками весеннего вечернего света, затоплявшего большую гостиную» [III:210].
- де Гокур (de Gaucourt), сестра маркиза де Говожо-старшего. Во время второго пребывания Рассказчика в Бальбеке маркиз, прознавший о его проблемах с астмой, почти в каждом разговоре вставлял, что и его сестра страдает от удушья [IV:589].
- Горничная баронессы Пютбю — см. Камеристка баронессы Пютбю
- Гри-Гри — см. Агригентский
- де Груши (de Grouchy), граф[99], по жене родственник Германтов, заядлый охотник. «Этот самый де Груши, потомок того де Груши, который выдвинулся в эпоху Первой империи и которого неправильно обвиняют в том, что его отсутствие в начале сражения при Ватерлоо явилось основной причиной неудачи, которую потерпел Наполеон, был из очень хорошей семьи, хотя помешанные на знатности смотрели на неё свысока» [III:438,489].
- Гупиль (Goupil), состоятельная жительница Комбре, соседка тети Леонии[40], сестра г-жи Сазра. Рассказчик (для которого г-жа Гупиль, скорее, воспоминание детских лет, чем персонаж его взрослой жизни) получает от неё неожиданное поздравительное письмо в связи с опубликованием его с статьи в «Фигаро» [I:158; VI:223—224][100].
- Дама с причёской в стиле Марии-Антуанетты — см. Алиса
- Дама, читающая «Деба»  — см. Блатен
- Дальтье, Эмили (Daltier, Émilie), знакомая Альбертины, симпатичная девушка, хорошо играющая в гольф, которую Марсель (в числе многих других) подозревал в любовных связях с Альбертиной [V:484-485].
- Дворецкий из дома Рассказчика, служивший в те годы, когда семья жила во флигеле особняка Германтов. Когда затянувшуюся беседу слуг прерывали три-четыре робких звонка матери Марселя, «Франсуаза, лакей и дворецкий воспринимали звонок как зов, но не шли, ибо для них это было нечто вроде первых звуков инструментов… после особенно громкого звонка со вздохом подчинялись своей участи, и… дворецкий, взяв у меня почтовой бумаги, спешил заняться своей частной перепиской» [III:25].
- Двоюродная бабушка Рассказчика, кузина его дедушки, мать тети Леонии[99]; зимой жила в Париже, на лето выезжала в Комбре, к дочери Леонии, где в их небольшой городской усадьбе родителям Марселя был предоставлен отдельный дом. По его словам, «она — единственный член нашей семьи — была довольно вульгарна», «для неё забавляться чтением было равносильно ребячеству и потере времени» [I:58,91,97,151].
- Девушка на полустанке, молочница; Марсель, направляющийся в Бальбек, любуется ею ранним утром из окна поезда [II:252—254][99].
- Дельтур (Deltour), генерал, секретарь президента республики[101]. По приглашению де Шарлю присутствовал на музыкальном вечере Мореля у Вердюренов. Барон рассчитывал на поддержку Дельтура в награждении Мореля орденом [V:330—331][101].
- Дешамбр (Dechambre), молодой пианист из салона Вердюренов во времена романа Свана и Одетты[102]. Не раз играл для Свана его любимую музыкальную фразу из сонаты Вентейля. Во время второго пребывания Марселя в Бальбеке Вердюрены безучастно принимают известие о кончине Дешамбра [I:273—274; IV:350].
- Дешамбра тётка, одна из немногих дам, не изгнанных из «кланчика» Вердюренов времён романа Свана и Одетты; похожа на привратницу и не знает света. «Она не получила никакого образования и боялась обнаружить свою неграмотность, поэтому говорила умышленно нечленораздельно, полагая, что если она допустит ошибку, то ошибка потонет в общей невнятице и её нельзя будет уловить, так что речь гостьи превращалась в непрерывное отхаркиванье, из которого лишь по временам выныривали отдельные слова, в произношении коих она была уверена» [I:247—248,265].
- Дочь Берма, дочь выдающейся актрисы[20]. Смертельно больная Берма продолжала выступать на сцене, «дабы поддержать потребности в роскоши собственной дочери, которые не мог удовлетворить болезненный и никчёмный зять». В финале «Поисков» Берма устраивает чай в честь дочери и зятя, но все её приглашённые предпочитают отправиться на приём к принцессе Германтской, у которой в тот день выступала посредственная, но модная актриса Рахиль. Не вынеся «скуки» за столом с матерью, дочь и её муж оставляют Берма одну и устремляются туда же и, не будучи приглашёнными, подобострастно выпрашивают у Рахиль позволения войти и поприветствовать её [VII:320—324,340—341].
- Дочь Франсуазы — см. Маргарита
- «Древовидный» посыльный из гранд-отеля в Бальбеке, «его старшие братья променяли службу в отеле на более блестящую будущность, и он чувствовал себя одиноким на этой чужой земле»; обращает на себя внимание Рассказчика своей неподвижностью: «Подле экипажей, у подъезда, где я дожидался, стоял, будто редкостное деревцо, молодой посыльный, обращавший на себя внимание особой гармоничностью цвета волос и кожным покровом, как у растений». Ко второму приезду Марселя в Бальбек «исчез и посыльный, который тогда украшал вход в гостиницу гибким стеблем своего стана и необычным цветом волос. Он уехал с польской графиней, взявшей его к себе в секретари, — в данном случае он последовал примеру двух своих старших братьев и сестры-машинистки, которых, пленившись ими, похитили из отеля люди разных национальностей и обоего пола. Остался только младший брат, на которого никто не польстился, потому что он был косой» [II:306—307; IV:207—208].
- Дьёлафуа, профессор, президент Национальной Академии медицины — реальное лицо, включённое Прустом в события предсмертных дней бабушки Рассказчика [III:343—344][102].
- де Дюра (de Duras) / де Дюрас*, герцог; овдовев, он женился на овдовевшей г-же Вердюрен и скончался через два года после свадьбы [VII:277][103].
- де Дюра (de Duras), первая жена герцога, предшественница г-жи Вердюрен[103]. Первая герцогиня де Дюра присутствовала на музыкальном вечере Мореля, устроенном де Шарлю у Вердюренов, и выразила барону горячее желание повторить у себя программу концерта, что вызвало ревность г-жи Вердюрен и окончательно подтолкнуло её к разрыву с бароном [V:329].
- Дюрок (Duroc), майор, один из армейских наставников Сен-Лу в кавалерийской школе в Донсьере[104], профессор военной истории, радикальный социалист, дрейфуссар. Сен-Лу восторженно отзывается о нём Марселю [III:76,106].
- Евдокия (d`Eudoxie), великая княгиня, одна из немногих, кто принимал у себя княгиню Щербатову. Доктор Котар наивно полагал, что княгиня Щербатова — «знатная русская дама, подруга великой княгини Евдокии, которая принимает её даже в такие часы, когда к ней никого не допускают». На самом же деле «великая княгиня Евдокия, не желавшая, чтобы княгиня Щербатова, которой уже давно везде отказали от дома, приезжала к ней, когда у неё могли быть гости, принимала Щербатову всегда очень рано, когда её высочество не мог бы посетить никто из её друзей, которым неприятно было бы встретиться с княгиней и в присутствии которых княгиня почувствовала бы себя неловко» [IV:328—329].
- Евлалия (Eulalie), богомолка-приживалка[79] из Комбре, «её приходы были большим развлечением для тети Леонии», что вызывало соперничество Франсуазы. В последней книге «Поисков» Рассказчик называет Евлалию «нашей бывшей служанкой»[105] и вспоминает, как однажды в детстве, он неделю прожил в небольшой комнатке Евлалии [I:115; VII:198—199].
- Жена председателя суда в Кане — см. Бонсен
- Жена старшего нотариуса Ле-Мана — см. Бланде
- Жена турецкого посла, в третьей книге «Поисков» присутствует на ужине у герцогини Германтской, а в четвёртой — на вечере у принцессы Германтской, где Марселю вновь не удаётся избежать общения с ней: «Настоящим звездам высшего света наскучило блистать в нём. Кому любопытно на них поглядеть, тот зачастую должен переселяться в другое полушарие, где они находятся в почти полном одиночестве. Но дамы вроде жены оттоманского посла, совсем недавно начавшие выезжать в свет, успевают блистать, как говорится, везде и всюду. Они бывают полезны на этих особого рода представлениях, именуемых вечерами, раутами, на которые они готовы тащиться в полумертвом состоянии, лишь бы ни одного из них не пропустить. Это статистки, на которых всегда можно рассчитывать, которые боятся пропустить хотя бы одно торжество» [IV:74—76].
- Жена де Шарлю — см. де Бурбон
- Жинест, Мари (Gineste, Marie), сестра Селесты Альбаре[40], одна из «девиц для поручений» в бальбекском гранд-отеле, прислуживавшая Марселю (см. Альбаре Селеста). Прототип: Пруст дал персонажу имя своей реальной служанки — незамужней сестры Селесты[106].
- Иенские (d`Iéna), принц и принцесса[107]; их титул времен I Империи высмеивает де Шарлю, а «принцесса Пармская смотрела на Иенских как на отъявленных узурпаторов, — их сын, как и её родной сын, носил титул герцога Гвастальского» [III:525,573].
- Израэльс, сэр Руфус (Israels, Sir Rufus), один из богатейших еврейских финансистов, женат на тёте Свана[108]. Его семья, «которую можно было поставить почти рядом с Ротшильдами, была издавна связана деловыми отношениями с принцами Орлеанскими». Он владеет домом, ранее принадлежавшим Германтам: «Де Шарлю рассказывал, что его родной дом, где иной раз ночевала Мария Антуанетта, дом с парком, который распланировал Ленотр, теперь принадлежал купившим его богачам финансистам Израэльсам… — Можете себе представить, — продолжал де Шарлю, — эти люди начали с того, что уничтожили парк Ленотра, — это не менее преступно, чем изорвать картину Пуссена» [II:104,369-370]. Оставил дочери Свана «по завещанию около восьмидесяти миллионов» [IV:177].
- Израэльс, леди, жена сэра Руфуса Израэльса, тётя Шарля Свана[109]. «У неё не было таких элегантных друзей, как у её племянника, который, кстати сказать, не любил её и встречался с ней нечасто, хотя, по всей вероятности, именно он должен был получить её наследство». После осуждаемой светом женитьбы её племянника «Леди Израэльс, сказочно богатая, употребила своё большое влияние на то, чтобы никто из её знакомых не принимал Одетту». Но за два года до смерти своего племянника леди Израэльс помирилась с ним [II:103—104; VI:216—217].
- Историк Фронды — см. Пьер
- Камердинер деда Адольфа, отец скрипача Мореля; обеспечил сыну консерваторское образование, но «запретил ему всю жизнь оставаться „тапёром“». На следующий год после смерти своего хозяина он поручает сыну передать Марселю «фотографии знаменитых актрис и высокого полёта кокоток», некогда знакомых его деда Адольфа [III:264; V:58][110].
- Камеристка баронессы Пютбю, её горничная[111]; Сен-Лу заочно рекомендовал её Марселю как доступную девушку из высокосортного дома свиданий — редкую красавицу, высокую блондинку. Впечатлённый Марсель стал искать возможности познакомиться с камеристкой, что становится одной из причин второй его поездки в Бальбек [IV:114—116,183—184]. Впоследствии он узнал, что горничная баронессы Пютбю — сестра Теодора, мальчика из Комбре, который был певчим в местной церкви. Вместе с братом она упоминается в повествовании о детстве Марселя [I:107; V:364].
- Камю (Camus), хозяин бакалейной лавки в Комбре[35], у которого служил юный Теодор. «Франсуаза предпочитала всё закупать у Камю», к нему в лавку ходил за солью и юный Марсель [I:132,206,230].
- Капитан, сослуживец Сен-Лу, разрешил Марселю остаться переночевать у Сен-Лу в казарме Донсьера, «красивый, величественный… спокойный, благожелательный, знающий себе цену, типичный офицер времен Империи и в общем полная противоположность Сен-Лу». Тот отзывался о капитане весьма критически [III:71,76].
- де Капрарола (de Caprarola), принцесса; одна из дам, которые, по мнению Одетты, имеют «обыкновение первыми втираться во вновь открывающиеся салоны» [IV:322]. Познакомилась с г-жой Вердюрен, надеясь переманить к себе членов «кланчика» [112].
- Королева Неаполитанская — см. Неаполитанская, королева
- де Креси, Пьер де Виногре (Pierre Saylor de Verjus, comte de Crécy), граф, первый муж Одетты, которого она разорила[113]. Марсель познакомился с ним в бальбекском пригородном поезде (не узнав тогда, что граф — бывший муж Одетты): «Никогда не хваставшийся своей родовитостью, граф де Креси утаил от меня, что он очень знатного рода, который представляет собой прижившуюся во Франции подлинную ветвь английского рода, носящего титул де Креси» [IV:573—577]. Позднее де Шарлю сообщил Марселю, что это был первый муж Одетты, человек родовитый «которого она обчистила до последнего сантима… он жил на крошечное пособие, которое ему выделил Сван, но я очень сомневаюсь, что после кончины моего друга пособие полностью ему выплачивалось» [V:357].
- де Курвуазье, Адальбер (Adalbert de Courvoisier), виконт, племянник герцогини де Галардон[44]. «Юный виконт де Курвуазье искренне верил, будто он единственный со дня сотворения мира, кто испытывает влечение к особам своего пола. Полагая, что склонность эта внушена ему не иначе как самим дьяволом, он пытался с ней бороться, женился на очаровательной женщине, произвёл на свет детей. Потом какой-то кузен открыл ему глаза, объяснив, что подобного рода пристрастия весьма распространены, и был так любезен, что даже отвёл его в места, где эту самую склонность можно было легко удовлетворить. Господин де Курвуазье полюбил жену ещё больше, удвоил свои усилия по деторождению, и эта чета была признана лучшей супружеской парой Парижа» [VI:13].
- де Курживо (de Courgivaux), внезапно помолодевший знакомый Рассказчика, встреченный им на приёме у принца Германтского в финале «Поисков»[114]: «Господина де Курживо я принял за его собственного сына, до такой степени он выглядел моложе (ему, должно быть, уже перевалило за пятьдесят, а он казался не старше тридцатилетнего). Он нашёл умного врача, перестал употреблять алкоголь и соль; он вернулся к своему тридцатилетию, а в тот самый день ему и тридцати нельзя было дать. Дело в том, что как раз нынче утром он подстригся» [VII:267].
- Кучер Свана — см. Реми
- Лакей из дома Рассказчика — см. Периго, Жозеф
- де Ламбрезак (de Lambresac), герцогиня[115]; Рассказчик видит её на званом ужине у принцессы Германтской и находит в её поведении характерную «разновидность старомодной учтивости» [IV:99].
- Ларивьер (Larivière), богатые родственники Франсуазы по её племяннику, погибшему в первой мировой войне и оказавшие безвозмездную помощь его вдове[116]. Рассказчик сделал о них специальное пояснение, что в его книге они — «единственные реально существующие люди» [VII:162—163]. Прототипы: Селеста Альбаре в своих воспоминаниях сообщает, что у её брата «была замужняя сестра, очень энергичная и властная, заменившая его братьям мать; в то время она держала в Париже кафе на углу улиц Монмартр и Фейдо. Её звали Адель, по мужу г-жа Ларивьер, г-н Пруст упомянул о ней в одной из своих книг»[117].
- Леви, Эстер (Lévy, Esther), одна из двоюродных сестер Альбера Блока[118]. Любовница актрисы Леа и, по всей видимости, Альбертины [V:129,408][85].
- Леруа, Бланш (Leroi, Blanche), дочь крупного лесопромышленника, вдова, представительница высшего света. Г-жа Леруа считала салон маркизы де Вильпаризи третьесортным, на что Рассказчик замечает: «Пусть госпожи Леруа презирают маркиз де Вильпаризи за их склонность к литературе, — презрение госпож Леруа в сильнейшей степени способствует развитию этих склонностей маркиз де Вильпаризи, потому что благодаря такому презрению у синих чулок появляется досуг для занятий литературой» [III:192—193,208—209,274]. Прототип: Жак Беньер, учившийся вместе с Прустом в лицее Кондорсе, писал для «Ревю Бланш»[119].
- де Летурвиль (de Létourville), герцогиня, давняя знакомая де Шарлю[45]. В финале «Поисков» Рассказчик по дороге на приём к принцессе Германтской встречает де Шарлю и герцогиню: «Герцогиня де Летурвиль… прошла мимо нас и, заметив барона, о недавнем ударе которого осведомлена не была, остановилась его поприветствовать. Но собственная болезнь, недавно лишь её отпустившая, не позволяла ей должным образом воспринимать чужие недуги, они вызывали у неё досаду» [VII:180—181].
- де Летурвиль, юный младший лейтенант, родственник герцогини де Летурвиль, с которым Рассказчик встречается на приёме у принцессы Германтской и чья записка заставляет его осознать свой пожилой возраст [VII:249].
- дю Ло д`Алеман (du Lau d’Allemans), маркиз, близкий друг Свана и Орианы, которая вспоминала о нём: «Дю Ло — перигорский дворянин, очаровательный, с прекрасными манерами и провинциальной бесцеремонностью. Когда у Германтов принимали короля английского, с которым дю Ло был очень дружен[К 6], то после охоты устроили закуску — это был тот час, когда дю Ло имел обыкновение снимать башмаки и надевать грубые шерстяные носки. Присутствие короля Эдуарда и всех великих герцогов ничуть его не смутило: он спустился в большую гостиную Германтов в шерстяных носках. Он полагал, что ему, маркизу дю Ло д’Аллеман, нечего церемониться с королём английским» [VI:220—221].
- «Лоредан» — см. Реми
- Люксембургская (de Luxembourg), принцесса, племянница английского короля и австрийского императора[120]; тётя принца Люксембургского. Марсель и его бабушка встречают её во время своего пребывания в Бальбеке, и их представляет принцессе маркиза де Вильпаризи: «Принцесса Люксембургская поздоровалась с нами, а затем, разговаривая с маркизой, время от времени оборачивалась и задерживала на мне и на бабушке тот ласковый взгляд, что содержит в себе зародыш поцелуя, прибавляемого к улыбке, предназначенной ребёнку, сидящему на руках у кормилицы. Она старалась не показать, что вращается в высших сферах, но, вне всякого сомнения, неверно определила расстояние, так как вследствие неправильного расчёта взгляд её стал необыкновенно добрым, и я с минуты на минуту ждал, что она потреплет нас, словно милых зверей в Зоологическом саду, тянувших к ней свои морды через решётку» [II:298—299,303].
- Люксембургская, Элиана де Монморанси (Luxembourg-Montmorency), герцогиня, она же герцогиня де Монморанси; тётя герцогини Германтской[121] — «Ориана называла её старой кретинкой» и ездила к ней «по обязанности». Но и Элиана не оставалась в долгу, о чём свидетельствовал Рассказчик. Он любил бывать у герцогини де Монморанси, но «главная прелесть» этих посещений была для него в звоне колокольчика у неё в саду — «точь-в-точь таком же, как звон колокольчика в комнате Евлалии. Этот звон приводил меня в неописуемый восторг, но говорить о своих впечатлениях герцогине де Монморанси я считал неучтивым, и, таким образом, она видела, что я все время чем-то восхищен, но чем именно — об этом она не догадывалась» [IV:180—181].
- Люксембургский (de Luxembourg), наследный принц, бывший граф Нассау (Nassau), племянник принцессы Люксембургской[120]. Рассказчик познакомился с ним в Бальбеке, когда тот приезжал к своей тётке. «Я ещё в Бальбеке был о графе Нассау того мнения, что это один из самых замечательных молодых людей, каких мне довелось встречать… Я был очень тронут его письмами, которые он присылал мне одно за другим во время болезни бабушки». При этом в свете распространяются слухи о якобы «высокомерности и чванливости принца» [III:330—331,546].
- Маргарита (Marguerite), дочь кухарки Франсуазы[122]. Маргарита замужем за Жюльеном, у них есть сын, они живут в нескольких милях от Комбре. Франсуаза не любит зятя: он «портит ей удовольствие побывать у дочери, потому что при нём они с дочкой не могут поговорить по душам». Ко времени, когда семья Марселя переехала в особняк Германтов, дочь Франсуазы живёт в Париже, и Рассказчик отмечает изменения в её речи: «дочь Франсуазы, считавшая себя женщиной современной, чуждавшаяся пережитков старины, говорила на парижском жаргоне и не упускала случая ввернуть каламбур». Постепенно под влиянием дочери начал меняться и язык Франсуазы [I:98; III:144; IV:154; V:179—180][123].
- де Марсант, Энар де Сен-Лу (de Marsantes), граф, до женитьбы — виконт, один из пэров Франции; отец Робера де Сен-Лу[55]; председатель компании Суэцкого канала, старейшина Жокей-клуба в течение десяти лет; в 1871 году «опять поступил на военную службу и погиб смертью храбрых на войне». Граф де Марсант «всю жизнь увлекался охотой и скачками, скучал, слушая Вагнера, и обожал Оффенбаха» [II:335,352,480; III:234; IV:587].
- Матильда Бонапарт, принцесса, племянница Наполеона I, дочь его брата Жерома; хозяйка популярного при Наполеоне III салона, продолжавшая и в свои преклонные годы носить туалеты по моде II Империи. Реальное историческое лицо, введённое Прустом в условный сюжет повествования [II:129—130,300]. Пруст регулярно бывал в салоне принцессы Матильды начиная с 1891 г. «Он нравился хозяйке дома, а завсегдатаи салона в память о последнем любовнике принцессы прозвали Пруста Поплен Младший»[124].
- де Монморанси Люксембургская, герцогиня — см. Люксембургская, Элиана де Монморанси
- Монсерфей (Monserfeuil), он же — де Босерфей, оба имени обозначают одного и того же генерала[125]. Герцогиня Германтская «была с ним в большой дружбе», чем попытался воспользоваться Сен-Лу, чтобы не уезжать по службе из Парижа в Марокко (и контролировать свою любовницу, которую не терпели все его родственники, включая герцогиню). Понимая, что ему лично герцогиня откажет, он просил содействия принцессу Пармскую. Но герцогиня ей отсоветовала: «Никакого толку из вашего разговора не выйдет… у Монсерфея три сына в Марокко, и он не стал хлопотать об их переводе». Из разговора с Босерфеем принц Германтский понимает, что в деле Дрейфуса допущены грубые нарушения закона [III:521—522; IV:128,131].
- де Монтерьянде (de Monteriender), графиня[126], «славившаяся своей непосредственностью», на музыкальном вечере у маркизы де Сент-Эверт обращается к Свану, чтобы поделиться с ним своими высокопарными впечатлениями о сонате Вентейля [I:430].
- де Монпейру (de Montpeyroux), графиня[57], сестра виконтессы де Велюд. Обеих сестёр, «отличавшихся непомерной толщиной, называли, нисколько их этим не обижая и ни у кого не вызывая улыбки — так давно к этому привыкли, только „Малютка“ и „Крошка“» [III:437].
- Морис (Maurice), один из подручных в заведении Жюпьена[9], куда Рассказчик случайно забрёл весенним вечером 1916 года. Морис за 50 франков по желанию де Шарлю избивал его, но делал это, по мнению барона, недостаточно грубо, и он просил его заменить. Дурное впечатление де Шарлю от слишком добродушного Мориса усилилось после того, как получив свою плату, он «поблагодарил барона, сказав: „Пошлю своим старикам и ещё немного оставлю для братана, он как раз на фронте“. Эти трогательные чувства почти так же разочаровали барона, как способ их проявления, в котором почудилось что-то крестьянское, мало приличествующее случаю» [VII:130—133,140—142].
- Моро А. Ж.  (Moreau, A. J.), друг и коллега отца Марселя[127], «который, чтобы его не путали с другими Моро, неукоснительно ставил перед фамилией инициалы, и для краткости его так и называли: А.-Ж.»; при его посредничестве Марсель попадает на спектакль с участием Берма [III:34][127].
- де Мортемар, Мария-Тереза (de Mortemart), графиня, кузина де Шарлю[121], подруга Эдит де Валькур. На музыкальном вечере у Вердюренов, интригуя против подруги, она бросает на неё такие взгляды, что один из них, «после того, как он ударил г-жу де Валькур, содержавшиеся в нём очевидный секрет и попытка утайки пришлись заодно и по юному перуанцу» [V:316—321; см. Перуанец].
- де Нассау (de Nassau) / де Нассо*, принцесса[128]. В финале «Поисков» на приёме у принца Германтского Рассказчик встречает постаревшую принцессу: «Какая-то дама направилась к выходу, ей необходимо было посетить другие праздники и выпить чаю с двумя королевами сразу. Я знал когда-то эту великосветскую кокотку, это была принцесса де Нассо… Рождённая почти у подножия трона, бывшая трижды замужем, подолгу и безбедно жившая на содержании у самых влиятельных банкиров, не отказывавшая себе ни в одной из множества фантазий, что приходили ей в голову, она несла под своим платьем, сиреневым, как её восхитительные круглые глаза и нарумяненное лицо, чуть спутанные воспоминания о своём богатом прошлом» [VII:303-304].
- де Нассау — см. Люксембургский, принц
- Неаполитанская, вдовствующая королева Мария-София-Амелия (Naples, Maria-Sophia-Amelia), дочь сестры герцогини Баварской, жила в изгнании. Реальное историческое лицо, введённое Прустом в условный сюжет повествования в сценах музыкального вечера Мореля у Вердюренов и их последующей расправы с де Шарлю [V:291—292,380—383].
- Норвежский философ, гость Вердюренов на ужине в Ла-Распельер[61], пытавшийся вступить в этимологическую беседу с профессором Бришо, прерванную хозяйкой, сообразившей, «что так ужин никогда не кончится» [IV:394—395].
- де Норпуа (de Norpois), барон и баронесса, племянники маркиза де Норпуа; квартиранты в одном из флигелей особняка Германтов, одетые «всегда в чёрное (жена — как одеваются те, что в городских садах отдают напрокат стулья, муж — как факельщики)». Барон — приятель герцога де Шательро [III:30,210].
- Ноэми (Noémie), содержательница дома свиданий в Менвиле, близ Бальбека[128]. Подкупленная Жюпьеном для того, чтобы де Шарлю смог шпионить за Морелем и поймать его на месте «измены», она повела двойную игру [IV:568—572].
- д`Орвилье, Полетта (Orvillers, Paulette), принцесса[82]; по слухам, внебрачная дочь герцога Пармского[129]; высокая женщина, не раз засматривавшаяся на Марселя во время его утренних прогулок в окрестностях особняка Германтов. Впоследствии он узнаёт её на вечере у принцессы Германтской [III:375; IV:145—146].
- д`Оржвиль (d`Orgeville), девушка-аристократка из высокосортного дома свиданий, которую Марселю заочно рекомендовал его друг Сен-Лу[82]. Впоследствии Марсель принимает за неё (по сходству с неточно расслышанной фамилией) неузнанную им мадмуазель де Форшвиль [IV:114; VI:193—197].
- д`Орсан (Orsan), давний приятель Свана[129], подозреваемый им в написании анонимного письма о любовных связях Одетты [I:435—436].
- д`Осмон — см. Аманьен д`Осмон
- Отец Свана, биржевой маклер, близкий приятель дедушки Рассказчика[130]. «Он пережил жену на два года, все это время был безутешен и тем не менее признавался дедушке: „Как странно! О моей бедной жене я думаю часто, но не могу думать о ней долго“. „Часто, но не долго, — как бедный старик Сван“, — это стало одним из любимых выражений дедушки» [I:55—56].
- де Паланси (de Palancy), маркиз[131]; Сван находит «под кистью Гирландайо — нос г-на де Паланси» [I:286] («Пруст намекает на его картину „Портрет старика с внуком“, которая хранится в Лувре»[132]). В «Поисках» показаны ещё два гротескных портрета де Паланси [I:402—403; III:40—41].
- Парикмахер князя Бородинского, лучший парикмахер Донсьера, где расквартирован эскадрон под командованием князя Бородинского. Когда Сен-Лу попросил у князя отпуск, чтобы сопроводить любовницу в Брюгге, тот сперва отказал ему. Но затем передумал — при содействии местного парикмахера [III:124—125].
- Периго, Жозеф (Périgot, Joseph), молодой лакей в семье Марселя, подобострастно относившийся к Франсуазе[61]. Однажды Рассказчик обнаруживает в своей комнате письмо лакея, которое полностью приводит читателю [III:22—24,575—576].
- Перспье (Percepied) / Персепье*, доктор в Комбре, лечивший тётю Леонию[59]. Он успешно вылечил и герцогиню Германтскую, которая в благодарность посетила венчание его дочери. Во время поездки в его экипаже юный Марсель, впечатлённый видами мартенвильских колоколен и «попросив у доктора карандаш и бумаги», делает свой первый литературный набросок [I:232,240; VII:199].
- Перуанец (Péruvien), молодой человек, воспылавший подозрением и ненавистью к графине де Мортемар на музыкальном вечере у Вердюренов (см. де Мортемар). Он «поклялся сыграть с ней множество мстительных шуток — например, послать ей пятьдесят порций кофе с мороженым в тот день, когда она никого не принимала» и т. п. [V:321]
- де Пласак, Вальпургия (Walpurge de Plassac), маркиза, сестра принцессы Силистрийской, родственница герцога Германтского. Вместе с другой своей сестрой Доротеей де Трем наносит визит герцогу, извещая его о том, что маркиз д`Осмон при смерти [III:582—587,605].
- Председатель суда в Канне — см. Бонсен
- Приятельница Блока и герцогини Германтской, она «лишь с недавних пор жила во Франции», вероятно, американка. В финале «Поисков» Рассказчик знакомится с ней на приёме у принца Германтского[85]: «Приятельница Блока и герцогини Германтской была не только изящна и очаровательна, она была к тому же ещё и умна, и беседа с нею доставляла много удовольствия, но в то же время для меня была несколько затруднительна, поскольку мало того, что имя собеседницы было мне незнакомо, мне так же были незнакомы имена большинства людей, о которых она говорила и которые являлись теперь ядром этого общества… несходство наших словарей смущало её и в то же время придавало её высказываниям назидательный тон» [VII:283—287].
- Пулен (Poullein), лакей Германтов, у которого есть невеста[133]. Рассказчик общается с ним по пути в гостиную Германтов, а герцогиня, которую лакей-жених «слегка раздражает», прослышав о его завтрашнем свидании с невестой, переносит ему выходной на другой день [III:427,489—490][133].
- Пуссен (Poussin), дама из Комбре, которой в семье Рассказчика дали «прозвище „Ты расскажешь мне об этом во всех подробностях“[86], оттого что, предостерегая дочерей от болезней, какие они могли себе нажить, она всякий раз повторяла одно и то же, — так, например, если дочь тёрла себе глаз, она говорила: „Смотри, натрёшь себе хорошенькое воспаленьице — тогда расскажешь мне об этом во всех подробностях“» [IV:205—206].
- Пьер, историк Фронды (Pierre; Пьер — его фамилия), «член одной из комиссий при министерстве народного просвещения», гость в салоне маркизы де Вильпаризи[134], «который, узнав, что ей по наследству достался портрет герцогини де Монморанси, пришёл просить позволения воспроизвести его в своей книге о Фронде» [III:187,211,236].
- Пютбю (Putbus), баронесса, давняя знакомая Вердюренов[13]. После того, как Сен-Лу заочно описал Марселю камеристку г-жи Пютбю доступной девушкой из высокосортного дома свиданий, тот стал искать возможности познакомиться с баронессой, а через неё с камеристкой. Надежда встретить баронессу и её камеристку становится одной из причин второй поездки Рассказчика в Бальбек [I:331; IV:114—116,149,183—184].
- де Рампильон, Вероника (de Rampillon), Ориана де Лом говорит о ней Свану на приёме у маркизы де Сент-Эверт: «Шарль, милый, выручайте: меня заметила эта ужасная Рампильон, загородите меня и напомните, что у неё случилось, я путаю; не то она выдала замуж дочь, не то женила любовника, — я позабыла; а может, обоих… одновременно!.. Ах нет, вспомнила: она развелась с принцем… Сделайте вид, что вы о чём-то оживленно со мной говорите, чтобы эта самая Вероника не подошла приглашать меня на обед». Много лет спустя, на вечере у принцессы Германтской Ориана (теперь в присутствии Марселя), вновь отпускает язвительную тираду в адрес «бабуси Рампильон» [I:419; IV:103—104].
- Реми (Rémi), кучер Свана, получивший от него прозвище «Лоредан», напоминая хозяину своими выдающимися скулами и изогнутыми бровями бюст дожа Лоредано[135]. Кучер Свана «на правах старого слуги позволял себе высказать своё мнение», возможно, именно из-за этого Одетта невзлюбила Реми, и Сван во времена своего романа с Одеттой был вынужден не брать Лоредана с собой, когда ездил к ней. В момент получения анонимного письма о любовных связях Одетты, перебирая круг возможных авторов письма, Сван заподозрил и Реми [I:286,294,395,436—437].
- Розамунда (Rosemonde), девушка «из стайки» в Бальбеке[133]. Она приехала с севера, у её богатых родителей в Энкарвиле, близ Бальбека, есть вилла, где иногда жила Альбертина [II:526,554].
- де Саган (de Sagan), старый принц; Рассказчик видит его на званом вечере у принцессы Германтской как «портрет, отделившийся от рамы» [IV:145].
- Садовник семьи рассказчика в Комбре, лишённый, по мнению бабушки Рассказчика, «чувства природы», так как он устроил в саду тёти Леонии чересчур симметричные дорожки [I:52].
- Садовник в Ла-Распельер, много лет служил Говожо-старшей в её имении Ла-Распельер, которое в год второго приезда рассказчика в Бальбек та сдала в аренду Вердюренам. «Садовник признавал своими хозяевами только Говожо, изнемогал под игом Вердюренов так, как будто усадьба была временно захвачена врагом и его солдатнёй, и тайком ходил плакаться к выгнанной из своего имения владелице» [IV:379—380].
- Сазра (Sazerat), в раннем детстве Марселя — состоятельная жительница Комбре[75], сестра г-жи Гупиль. «Мама любила г-жу Сазра, жалела её, потому что она была неудачница, — её проказливого папеньку разорила герцогиня де X., и она вынуждена была жить почти круглый год в Комбре и могла себе позволить недолго пожить у родственницы в Париже, да раз в десять лет совершить большое приятное путешествие». Одно из таких путешествий, в Венецию, где они вновь повстречались, случайно открыло, что «герцогиней де Х.», разорившей отца г-жи Сазра, была маркиза де Вильпаризи, находившаяся там же, в Венеции[136]. Г-жа Сазра попросила мать Марселя показать ей маркизу. «Она свела с ума моего отца, разорила его, а потом сейчас же бросила. Из-за того, что она поступила с ним, как продажная тварь, мне и моим ближайшим родственникам пришлось вести скромную жизнь в Комбре. Но теперь, когда моего отца нет в живых, утешением мне служит то, что он любил первую красавицу своего времени. Я никогда раньше её не видела, и теперь мне всё-таки будет приятно на неё посмотреть» [I:158; VI:231—232,256,260].
- Священник из Комбре, из церкви Святого Илария; посещал тётю Леонию и вёл с ней долгие, утомлявшие её беседы; написал труд о топонимах Бальбека; по словам Рассказчика, прекрасный человек, «в искусстве он ничего не смыслил, зато превосходно разбирался в этимологии» [I:153-157].
- Селеста Альбаре (Céleste Albaret), замужняя сестра Марии Жинест, одна из «девиц для поручений» в гранд-отеле, прислуживавшая Марселю во время его второго посещения Бальбека[137]. Он отмечает удивительно непосредственную, живую манеру речи сестёр, в особенности Селесты [IV:292-294][138]. Прототип: Пруст даёт этому персонажу точное имя своей реальной горничной и секретаря, Селесты Альбаре (1891—1984), урождённой Жинест, служившей у него с 1913 г.[139]
- Селина и Флора (Céline et Flora): незамужние сёстры бабушки Марселя[15] (описывая своё первое путешествие в Бальбек, Рассказчик вместо Флоры называет Викторию); «старые девы, блиставшие душевными своими качествами, но не умом». Рассказчик отмечает их «провинциальный догматизм» и специфическую ограниченность[140]: «у них не вызывало интереса всё, что не имеет прямого отношения к прекрасному и высокому». К тяжёлой болезни бабушки сёстры отнеслись на редкость безучастно: «Мы послали в Комбре телеграмму её сестрам, но они не приехали. Они открыли певца, который устраивал для них концерты чудной камерной музыки, которая, по их мнению, в большей мере способствовала самоуглублению и настраивала на скорбно-возвышенный лад, чем сидение у изголовия больной, как бы странно это ни показалось другим». Дедушка Марселя высказался по этому поводу: «сердиться на них не надо. Они сумасшедшие — я всегда держался такого мнения» [I:63,148; II:243; III:326,345].
- де Сен-Жозеф (de Saint-Joseph), генерал, к которому могла бы обратиться (но не стала) герцогиня Германтская, чтобы способствовать прошению племянника Робера де Сен-Лу о переводе из Марокко в Париж. Много лет спустя, в августе 1914 года Франсуаза, делавшая всё возможное для освобождения своего племянника от службы, «когда ей через посредничество Германтов предложили подать прошение генералу Сен-Жозефу, ответила безнадёжным тоном: „О нет, это ничего не даст, с этим типом все бесполезно, нечего и пытаться, он такой патриот, хуже не бывает“» [III:416,522; VII:59].
- де Сен-Лу (de Saint-Loup), мадемуазель, дочь Сен-Лу и Жильберты[66]. В финале «Поисков» (в 1919 или 1920 году) на приёме у принца Германтской дочь Свана представляет Марселю свою дочь, девушку лет шестнадцати, высокого роста: «мадемуазель де Сен-Лу стояла передо мной. У неё были необыкновенно острые, проницательные глаза, а очаровательный носик, слегка вытянутый и загнутый в форме клюва, она унаследовала даже не от Свана, а, скорее, от Сен-Лу. Душа Германтов исчезла; но милая головка с проницательными глазами, головка вспорхнувшей птицы, красовалась на плечах мадемуазель де Сен-Лу и останавливала взгляды тех, кто когда-то знавал её отца». «В мадемуазель де Сен-Лу сторона Свана соединилась со стороной Германтов. Арка замкнулась, собор завершён»[141]. Однако нескольких персонажей «Поисков» Рассказчик выводит за пределы основной линии повествования (см. де Шарлю, Одетта), а дочь Жильберты и Сен-Лу — и за пределы «собора». «Эта самая дочь, чье имя и состояние позволяли, как на то надеялась её мать, выйти замуж за принца королевской крови и увенчать таким образом славное генеалогическое древо Свана и его жены, впоследствии выбрала своим мужем какого-то невразумительного писателя, поскольку лишена была всякого снобизма, и тем самым заставила свою семью опуститься снова, причем до уровня куда более низкого, чем тот, откуда та поднялась» [VII:356,359].
- де Сен-Канде (de Saint-Candé), один из гостей на музыкальном вечере у маркизы де Сент-Эверт, чьи необычные черты сфокусировались для Свана в его монокле [I:402][142].
- Сен-Фереоль (de Saint-Ferréol), дама из круга герцогини Германтской и виконтессы де Марсант [III:255].
- «Сен-Фереоль» (de Saint-Ferréol), содержательница общественного туалета на Елисейских полях, «старуха с набелёнными щеками, в рыжем парике». Франсуаза, сопровождавшая подростка-Рассказчика в его прогулках и посещавшая этот «обвитый зеленью павильончик», «считала, что старуха была „очень даже из благородных“… Франсуаза говорила про неё, что она — маркиза из рода Сен-Фереоль» [II:75—76].
- де Сент-Фиакр (de Saint-Fiacre), виконтесса из круга герцогини Германтской[67]. В финале «Поисков» Рассказчик с трудом узнаёт её на приёме у принца Германтского после того, как последний раз видел её четыре или пять лет назад[143]: «Казалось, её точёные черты лица должны были обеспечить ей вечную молодость. Впрочем, она и была ещё достаточно молода. Но я, несмотря на все её улыбки и приветственные слова, так и не смог узнать её в этой даме с чертами, искромсанными настолько, что сам рисунок её лица стал неузнаваем. Оказывается, уже года три она употребляла кокаин и другие наркотики. Её обведённые чёрными кругами глаза были почти безумны. Рот перекосила странная ухмылка. Как мне сказали, она впервые поднялась специально ради этого праздника, пролежав до того в постели или шезлонге несколько месяцев» [VII:267].
- Сентин (Saintine), представитель буржуазного сословия, ранее принятый в высшем свете, но уронивший своё достоинство браком «с мадемуазель***»[67]. Герцогиня Германтская «прежде виделась с ним ежедневно, как с близким другом, но потом, чтобы не обременять себя посещениями его супруги, прекратила с ним всякие отношения… Сентин, некогда считавшийся красой и гордостью салона Германтов, устремился, по-видимому без посторонней помощи, искать счастья в смешанном обществе буржуазии и захудалого дворянства, где все очень богаты, но и только, и породнился с той аристократией, которую высший свет не признавал» [V:271—272].
- Сёстры Блока, двоюродные сёстры Альбера Блока (одна из них — Эстер Леви), а также его родная сестра. Марсель знакомится с сёстрами своего приятеля во время первой поездки в Бальбек. «Мой товарищ пользовался ещё большим успехом у своих сестер… Они усвоили язык брата и бегло говорили на нём, как будто он был единственным и обязательным для людей интеллигентных… сестры Блока, расфуфыренные и в то же время полураздетые, томные, нахальные, щеголихи и неряхи, особенно приятного впечатления не производили». Впоследствии младшая из них жила с актрисой, «и это ни для кого не являлось тайной» [II:375—376,519; IV:241][85].
- де Сидониа (de Sidonia), герцог, чрезвычайно разговорчивый испанский гранд[68]. На ужине у принцессы Германтской он познакомился с де Шарлю[68]: «Люди скоро догадываются, что они одной профессии, и о том, что они страдают одним пороком, тоже. Де Шарлю и герцог Сидониа сразу учуяли, что порок у них общий, заключавшийся в том, что в обществе говорили только они, и притом — без перерыва. Сразу поняв, что зло неисправимо, как сказано в известном сонете, они решили не молчать, а говорить, не слушая друг друга. От этого в гостиной стоял гул, какой производят в комедиях Мольера действующие лица, толкующие одновременно о разных вещах. Впрочем, барон, обладатель громоподобного голоса, был уверен, что одолеет, что заглушит слабый голос герцога Сидониа, не обескураживая его, однако ж, и точно: когда де Шарлю переводил дух, пауза заполнялась лепетом испанского гранда, невозмутимо продолжавшего свой монолог» [IV:50].
- де Силистрийская (de Silistrie), принцесса, сестра маркизы де Пласак, кузина герцога Германтского; «просто одетая, сухопарая, с приветливым выражением лица». Сообщает герцогу о резком ухудшении здоровья маркиза д`Осмона[68]. Её сын, принц Силистрийский, был в числе претендентов на брак с Жильбертой, и принцесса интриговала против другого претендента, маркиза де Сен-Лу [III:582—584; VI:336][69].
- де Ситри (de Citri), маркиза; общается с Марселем на ужине у принцессы Германтской[144]. «Происходила она из довольно знатного рода, ей хотелось сделать блестящую партию, и это ей удалось: она вышла замуж за маркиза де Ситри, прабабушка которого была Омаль-Лорен. Но как только она получила от этого удовлетворение, её всеотрицающая натура почувствовала отвращение к людям из высшего света, что не мешало ей ввести жизнь отчасти светскую. На каком-нибудь вечере она глумилась решительно над всеми, глумилась столь беспощадно, что такому глумлению просто злобный смех не соответствовал бы, и оттого он переходил у неё в хриплый свист» [IV:105—107].
- Сотон (Sauton), жительница Комбре, чей сын, «отбывший воинскую повинность» (как о нём кратко упоминается в первой книге «Поисков»), по-видимому, оказывается старшим братом загадочного автора поздравительного письма Марселю в связи с его статьёй в Фигаро (в «Пленнице» этот корреспондент именуется Санилоном). Этого корреспондента он сразу вспоминает, когда Франсуаза в последней книге «Поисков» называет его фамилию: Соттон* — в её изложении это хорошо известный Марселю с детских лет «Теодор, мальчик, служивший у Камю» [I:102,206; VI:223—225; VII:8-9].
- Старший нотариус Ле-Мана — см. Бланде
- Старшина адвокатов в Шербурге, он, председатель суда в Канне г-н Бонсен и старший нотариус Ле-Мана г-н Бланде — завсегдатаи бальбекского гранд-отеля — «видные деятели главных департаментов этого края» (см. Бонсен)[90]. Злоупотребляя кутежами, умирает между первым и вторым приездами Рассказчика в Бальбек, о чём ему сообщает директор гранд-отеля [II:273; IV:182].
- де Стермарья (de Stermaria), обедневший дворянин, принадлежащий «к захудалому, но очень древнему бретонскому роду»[145]. В бальбекском гранд-отеле он остановился с дочерью, приехав в курортный городок «только ради своих знакомых владельцев местных замков, — те приглашали их к себе и заезжали к ним, — поэтому время пребывания отца с дочерью в столовой было строго ограничено. Высокомерие предохраняло их от проявления простой человеческой симпатии, от интереса к кому бы то ни было из тех, кто сидел с ними за одним столом». В один из дней Марселя и его бабушку посадили за стол мсье и мадемуазель де Стермарья, «так как предполагалось, что они вернутся не раньше вечера». Но неожиданно вернувшийся в отель де Стермарья потребовал, чтобы их пересадили, и, не извинившись, «во всеуслышание попросил метрдотеля, чтобы этого больше не было, так как ему неприятно, что „незнакомые люди“ садятся за его стол» [II:278].
- де Стермарья, Алиса, дочь г-на де Стермарья, виконтесса[145]. Марсель «особенно болезненно воспринимал пренебрежительное отношение г-на де Стермарья» потому, что был впечатлён его дочерью. Год спустя Марсель узнаёт из письма Сен-Лу, который случайно видел мадам де Стермарья в Танжере, что «она три месяца была замужем, а потом развелась» и что она не против встречи с Марселем в Париже. Она принимает его приглашение поужинать на острове в Булонском лесу, но в последний момент с «огорчением» отказывается от свидания [II:282—283; III:349—351,386,394—395][145].
- де Сувре (de Souvré), маркиза[68]; герцог Германтский в разговоре с принцессой Пармской отказывает маркизе в остроумии и отмечает, что принцесса приглашает её к себе лишь «по своей доброте». «Маркиза де Сувре обладала особым искусством: если надо было замолвить за кого-нибудь слово власть имущему, то проситель оставался в убеждении, что она за него похлопотала, а высокопоставленное лицо — в том, что она палец о палец не ударила за просителя, и благодаря такому двусмысленному её поведению проситель испытывал к влиятельному лицу благодарность, а влиятельное лицо не считало нужным что-либо для него сделать» — Марсель испытал это на собственном опыте, попросив маркизу представить его принцу Германтскому [III:457; IV:62—63].
- де Сюржи-ле-Дюк (de Surgis-le-Duc), маркиза, любовница герцога Германтского[146], сменившая на этом поприще виконтессу д`Арпажон. О титуле и некоторых моментах биографии маркизы Марселю сообщает Сван: окончание фамилии «ле-Дюк» происходит оттого, что «один из графов де Сюржи в эпоху Реставрации женился на дочери богатейшего промышленника Ледюка… и король Карл X основал маркизат Сюржи-ле-Дюк, так как маркизат Сюржи в этом роду уже был. Присоединение буржуазной фамилии не воспрепятствовало этой ветви породниться благодаря громадному состоянию с самыми именитыми семьями во всем королевстве»[III:499; IV:128—130][145].
- де Сюржи, Арнульф и Виктюрньен (Arnulphe de Surgis, Victurnien de Surgis), сыновья маркизы де Сюржи-ле-Дюк[130] (Виктюрньен — старший, граф Арнульф — младший). Рассказчик и граф де Бреоте встречаются с ними на званом ужине у принцессы Германтской[147]: «Тут мы оба столкнулись с двумя молодыми людьми, которые своей ослепительной, но разной красотой были обязаны одной женщине. Это были сыновья маркизы де Сюржи, теперешней любовницы герцога Германтского. Совершенства матери сияли и у того и у другого, но у каждого — особые… один сын взял себе осанку матери и цвет её лица, а другой — взгляд: так к Марсу перешла мощь, а к Венере красота Юпитера… Младший брат был глуп, да вдобавок ещё и близорук, а потому, не решаясь иметь своё мнение, во всем подражал старшему» [IV:105,119—125].
- Танцовщик, знакомый Рахили, Рассказчик встречает его за кулисами после представления с участием Рахили, любовницы Сен-Лу: «молодой человек в чёрной бархатной шапочке, в юбочке цвета гортензии, с нарумяненными щеками, — ожившая страница из альбома Ватто, — с игравшей на губах улыбкой, глядя вверх, изящным движением едва касался одной ладонью другой, легко подпрыгивал и казался существом до такой степени инородным этим благоразумным господам в пиджаках и сюртуках, между которыми он, как безумец, проносил восторженную свою мечту, таким чуждым их житейским заботам, таким далеким от условий их цивилизации, таким непослушным законам природы, что когда вы следили глазами за арабесками, которые так свободно вычерчивали меж декораций его крылатые, причудливые, загримированные прыжки, то на вас веяло такой же успокоительной свежестью, как при виде мотылька, заблудившегося в толпе» [III:175—176]. Прототип: «Моделью этого танцовщика мог быть Вацлав Нижинский, выступления которого в рамках „Русских сезонов“ в Париже Пруст видел в июне 1910 г.»[148].
- Троюродная сестра Рассказчика, с ней он ещё подростком «впервые познал упоение любви» на большом диване в комнате тети Леонии в Комбре. Это произошло ещё при жизни тёти: троюродная сестра, «заметив, что я раздумываю, где бы нам расположиться, дала мне довольно опасный совет воспользоваться временем, когда тетя Леония встаёт и уходит в другую комнату» [II:168—169].
- де Фарси (de Farcy), американская жена графа де Фарси, дальнего родственника Форшвилей. В финале «Поисков» Рассказчик на приёме у принца Германтского присутствует при её разговоре с молодой приятельницей Альбера Блока, которой «были незнакомы имена большинства Германтов». В этой беседе у г-жи де Фарси было некоторое преимущество: «наивно полагая, будто род Форшвилей является более знатным, чем род Сен-Лу, по крайней мере знала, кем являлся этот последний» [VII:283].
- фон Фаффенгейм (von Faffenheim-Munsterburg-Weinigen), князь, германский премьер-министр[149]; «маленький, багроволицый, толстопузый». Князя, «которого из-за того, что его окружение страдало манией давать прозвища, все называли „князь Фон“, так что он и сам в конце концов начал подписываться „князь Фон“, а письма близким людям подписывал просто „Фон“». Желая избраться в члены-корреспонденты Академии моральных и политических наук, князь пытается заручиться поддержкой влиятельного маркиза де Норпуа [III: 257—258,262—263,436][149]. Прототип: внешностью и акцентом напоминает Шарля Эфрусси, завсегдатая салонов принцессы Матильды[150].
- Феодосий (Théodose), король, вымышленный восточноевропейский монарх, прибывший с визитом в Париж и периодически упоминаемый персонажами «Поисков»[151]. Его супруга — королева Евдокия (Eudoxia). Прототипы: русский император Николай II, посетивший Париж в 1896 г.[152]; а также болгарские монархи — Александр Баттенберг и Фердинанд I (царь Болгарии)[153].
- Фоджи (Foggi, prince Odo), принц Одон; итальянец[154], давний знакомый маркиза де Норпуа, которого он встречает в обществе маркизы де Вильпаризи на ужине в одном из венецианских отелей[155]. Старый маркиз, «отстранённый от политики, в которую ему страстно хотелось вернуться», беседует с принцем, который вскоре переводит разговор на тему современной итальянской политики и правительственного кризиса. «Принц, желая ободрить маркиза и дать ему понять, что воспринимает его как соотечественника, принялся рассуждать о возможных преемниках нынешнего председателя совета министров», и в какой-то момент де Норпуа «лукаво осведомился: „А что, никто не называл фамилию господина Джолитти?“ При этих словах с глаз принца Фоджи спала пелена, ему раздался глас небесный… принц Фоджи, намеревавшийся ещё недели две провести в Венеции, в тот же вечер отбыл в Рим, а через несколько дней получил аудиенцию у короля». В результате г-н Джолитти «дал согласие занять этот пост» [VI:258,313—316].
- де Форестель (de Forestelle), маркиз, чей замок, расположенный близ Компьена и Пьерфона, «впервые за пятнадцать лет» пожелал посетить его старинный приятель Сван[156] — когда в Пьерфон решила ехать с Вердюренами Одетта, запретившая Свану сопровождать её. На музыкальном вечере у маркизы де Сент-Эверт облик приятеля предстаёт Свану через его монокль [I:364,402][156].
- Форестье, Робер (Forestier, Robert), детский приятель Марселя, с которым он играл на Елисейских полях и которого неожиданно для него упоминает Альбертина много лет спустя [III:370].
- де Франкто (de Franquetot), виконтесса, родственница маркизы Говожо-старшей; в отличие от неё ведёт светский образ жизни[157]. Обе эти «зрелого возраста дамы» увидены глазами Свана на музыкальном вечере у маркизы де Сент-Эверт [I:403].
- де Фробервиль (de Froberville), генерал, дядя полковника де Фробервиля; давний приятель и секундант Свана, рекомендовавший его в Жокей-клуб[157]; на музыкальном вечере у маркизы де Сент-Эверт монокль Фробервиля являет Свану неожиданный образ его приятеля [I:401][157].
- де Фробервиль (de Froberville), полковник, племянник генерала де Фробервиля[157]. Женат на племяннице принца Германтского. «К несчастью… это была очень бедная родственница, а так как сам он лишился своего состояния, то они ни с кем не поддерживали отношений; они принадлежали к числу тех, о ком не вспоминали, кроме особых случаев, когда на их счастье кто-нибудь из родственников умирал или сочетался браком… Их материальное положение было бы просто плачевным, если бы маркиза де Сент-Эверт в память дружбы с покойным генералом де Фробервилем не помогала им то тем, то другим, не заботилась о двух дочках Фробервилей — об их нарядах и об их развлечениях. Но полковник, которого все считали славным малым, был человек неблагодарным. Его покровительница без конца и без умолку восславляла свою роскошь, а де Фробервиль ей завидовал» [IV:93—94].
- де Фуа, старший (de Foix), отец молодого принца де Фуа, регулярно посещал заведение Жюпьена[158]. «В то время как жена его полагала, будто он посещает разные кружки и общества, в действительности он часами пропадал у Жюпьена, болтал, рассказывал светские сплетни здешнему народу. Это был высокий, красивый мужчина, как и его сын… Случалось даже слышать, будто он привил эти склонности собственному сыну, в ту пору ещё совсем юному (приятелю Сен-Лу), что, по всей вероятности, было неправдой. Напротив, весьма осведомленный касательно нравов, о которых большинство и не подозревает, он ревностно следил за тем, чем именно занимается его сын… принцу де Фуа удалось оградить сына от подозрительных знакомств, но не удалось уберечь от наследственности» [VII:143—144].
- де Фуа, младший, принц, сын старого принца де Фуа; один из друзей Сен-Лу[73]. «Принц де Фуа принадлежал к группе аристократов, которая, по всей видимости, была способна на дерзкие выходки даже по отношению к знати, если эта знать была не самого высокого полёта». «Но принц де Фуа, человек состоятельный, принадлежал не только к аристократической компании, состоявшей из полутора десятков молодых людей, но и к более замкнутому и неразлучному содружеству четырёх, куда входил и Сен-Лу. Их никуда не приглашали поодиночке, их прозвали „четырьмя балбесами“, они всегда вместе гуляли, в замках их размещали в сообщающихся комнатах, а так как они все, как на подбор, были очень красивы, то поговаривали даже об интимной близости между ними… как выяснилось впоследствии, слухи эти оказались верны относительно всех четырёх, но каждый из них ничего не знал про трёх остальных» [III:406—409].
- де Ш`нувилль (de Chenouville), дядя по мужу молодой маркизы де Говожо. «В других светских кругах, когда фамилии предшествовала частица „де“, опускали звук „е“ не в фамилии, а в частице, потому что, произнося, например, „госпожа д`Шнонсо“, можно было сломать язык, и по установившемуся обыкновению там произносили „господин д`Шенувиль“. Говожо придерживались противоположной, но не менее прочной традиции. Они всегда говорили: „Ш`нувиль“. Если фамилии предшествовало: „мой родственник“ или „моя родственница“, то „е“ неизменно исчезало в фамилии, но не в частице… Все, кто заводил знакомство с семьёй Говожо, получали соответствующее наставление насчет „Ш`нувилей“» [IV:259—260].
- де Шосгро (de Chaussegros), маркиза, утверждавшая, что встречалась с Марселем в Шотландии, и с которой он вовсе не был знаком [III:504].
- де Шоспьер, Анриетта Монморанси (de Chaussepierre), дочь г-жи де Шарлеваль, не пользующаяся популярностью в свете[74]. Ориана, прекрасно знавшая её мать, не узнает Анриетту на званом ужине у принцессы Германтской: «А это кто такая? — воскликнула герцогиня Германтская, увидев, что дама небольшого роста и довольно странного вида, в чёрном совсем простеньком платьишке, внушавшем подозрение, что она — беднячка, вместе со своим мужем низко ей кланяется. Герцогиня не узнала её, а так как нрав у неё был заносчивый, то она сейчас же приняла гордый вид, как будто ей нанесли оскорбление, и, не ответив на поклон, окинула даму недоуменным взглядом. „Кто это, Базен?“ — с удивлением спросила она герцога, который, чтобы загладить неучтивость Орианы, поклонился даме и пожал руку её мужу. „Да это госпожа де Шоспьер, вы были с ней очень невежливы“» [IV:89—90].
- де Шоспьер (de Chaussepierre), муж Анриетты и зять г-жи де Шарлеваль, племянник г-жи Шанливо. Два года спустя после того, как Ориана столь неучтиво обошлась с его женой, благодаря её интригам и вследствие начавшейся утраты в высшем свете авторитета Германтов, он, обойдя Базена, был избран президентом Жокей-клуба [V:42—43][74].
- Э…, профессор[159], «человек довольно пошловатый», известный врач, живший на авеню Габриэль, знакомый отца и деда Марселя. Последний убеждает случайно встреченного профессора посмотреть свою бабушку, у которой поблизости во время прогулки случился удар[48]. Профессор, с которым тоже произошла неприятность (разорвался фрак, в котором он должен был ехать на ужин к министру торговли), в ожидании, пока горничная сделает ему петлицу для орденов на другом фраке, соглашается, внимательно осматривает пациентку и находит её состояние безнадёжным. Полгода спустя Марсель встречает его на званом ужине у принцессы Германтской, куда профессора, в виде исключения, пригласили в знак признательности за излечение принца. Не зная никого из гостей и встретив Марселя, «он сразу почувствовал себя увереннее… и подошёл ко мне. Была тут ещё одна причина. Он всегда очень боялся неправильно поставить диагноз». Подтвердив правоту профессора, Рассказчик отметил, что тот «не выразил — а может быть, и не почувствовал — удовлетворения… профессор Э., хотя и был, конечно, удовлетворён тем, что не ошибся, все же нашёл в себе силы грустным тоном говорить со мной о нашем горе» [III:314—319; IV:51—53].
- д`Эгремон (d`Égremont), виконтесса[48]; «добровольно играла у принцессы д`Эпине роль субретки (вымещая это на своей, которую она, приходя домой, била)». Во время визитов к принцессе герцогини Германтской, не выносившей виконтессу, та «оставалась, вид у неё был смущённый, жалкий, но она все-таки оставалась при герцоге и его жене, помогала им снять пальто, всячески старалась услужить, любезно предлагала пройти в соседнюю комнату» [III:468].
- д`Эдикур, Зинаида (Zénaïde voir Heudicourt), родственница герцога Германтского и его жены[108]. Принцесса Пармская, заблуждаясь на её счёт, полагает, что г-жа д`Эдикур «необыкновенно умна», но зла на язык («Но ведь людям большого ума трудно бывает удержаться от острого словца»). Ориана разубеждает её в обеих ошибках, а герцог и де Бреоте дополняют слова герцогини рассказом о невероятной скупости г-жи д`Эдикур [III:490—493][160].
- Эжен (Eugène), депутат партии «Либеральное действие», в 1916 году регулярно посещал заведение Жюпьена: «депутат приходил каждый день после обеда. Но именно сегодня он вынужден был изменить своё расписание, поскольку в полдень выдавал замуж дочь в Сен-Пьер-де-Шайо. Поэтому он пришёл вечером, но был вынужден уйти довольно рано из-за жены, которая очень беспокоилась, когда он поздно возвращался, особенно теперь, из-за частых бомбежек» [VII:131—132].
- Эльстир, Габриэль (Elstir, Gabrielle), жена Эльстира, которую он называл не иначе как «Прекрасная Габриэль». Марселю, в тот момент очарованному стайкой бальбекских девушек, жена художника «показалась довольно скучной». Позднее, познакомившись с мифологической живописью Эльстира, он тоже увидел в его жене красоту[161]. «Я понял, что определённый идеальный тип, выраженный в определённых линиях, в определённых арабесках, которые постоянно встречаются в его творчестве… раскрылся перед ним осуществлённым вовне, в женском теле, в теле той, которая стала потом г-жой Эльстир». Альбертина отмечала её элегантность, а на возражение Марселя, что жена Эльстира одевается удивительно просто, засмеялась: «Одевается она очень просто, это правда, но изумительно и, чтобы достичь того, что вы называете простотой, тратит бешеные деньги» [II:461—462,498].
- д`Эпине, Виктюрньена (Victurnienne d`Épinay), принцесса[161], родственница герцогини Германтской, любившая принимать Ориану, несмотря на все её светские дерзости. «„Ориана идёт!“ — произносила принцесса таким тоном, каким говорят: „Берегитесь!“ — чтобы заранее уведомленные посетительницы в порядке, без паники, эвакуировали гостиные. Половина, не решаясь остаться, вставала». Принцесса Пармская недолюбливала принцессу д`Эпине, находя, «что она — уродина» и зная, со слов Курвуазье, «что она скупердяйка» [III:467—471].
- д`Эпинуа (d`Épinoy), принцесса, внезапно открывшая для себя салон Одетты Сван — в тот момент, когда к Одетте начали приходить «на Бергота» представители высшей знати [IV:174—175].
- д`Эпоршвиль (d`Éporcheville), ошибочно воспринятое Марселем (через швейцара) имя встреченной на прогулке в Булонском лесу блондинки — неузнанной им мадмуазель де Форшвиль[161]. Это имя он ассоциирует с именем девушки-аристократки из дома свиданий д`Оржвиль, которую ему когда-то заочно рекомендовал Сен-Лу. Недоразумение рассеивается днём спустя, когда сначала он получает от Сен-Лу телеграмму с описанием настоящей д`Оржвиль, а затем встречает Жильберту де Форшвиль у герцогини Германтской [IV:114; VI:193,197,202].
- д`Эрвек (d`Herweck), длинноволосый баварский музыкант, которому покровительствует принцесса Германтская[160]. На её вечере музыкант поздоровался с Орианой, что вызвало у герцога бешенство «оттого, что его жена здоровается с незнакомым ему человеком, у которого странная внешность и, как полагал герцог, очень скверная репутация». Музыкант попросил Ориану представить его герцогу. В ответ «герцог Германтский, величественный, безмолвный, разгневанный, похожий на мечущего громы Юпитера, несколько секунд сохранял неподвижность, сверкая глазами, полными яростного удивления, со встопорщившимися волосами, точно вздыбившимися над кратером. Затем, словно под действием силы, принуждавшей его во что бы то ни стало оказать просимую любезность, всем своим устрашающим видом как бы призывая в свидетели присутствовавших, что он не знает баварского музыканта, заложив за спину руки в белых перчатках, он подался вперед и поклонился музыканту так низко, так внезапно, так стремительно, в этом его поклоне было столько изумления и столько злобы, что музыкант задрожал и, раскланиваясь, начал пятиться назад, чтобы не получить страшного удара головой в живот» [IV:100—102].
- Эстер — см. Леви, Эстер
- Юрбелетьева (Yourbeletieff, princesse), княгиня, содействовавшая продвижению русского балета в Париже[162]: «Когда, в пору триумфов русского балета, появилась открывшая — одного за другим — Бакста, Нижинского, Бенуа и гениального Стравинского княгиня Юрбелетьева, юная крестная мать всех этих новых великих людей, носившая на голове громадную колыхавшуюся эгретку, о какой парижанки прежде не имели понятия, но при виде которой всем захотелось приобрести точно такую же, можно было подумать, что это чудесное создание привезли вместе с бесчисленным множеством вещей, как самое драгоценное своё сокровище, русские танцовщики» [IV:172]. Прототип: Мария-София Годебска (1872—1950), польско-французская светская львица, более известная как Мися Серт, «прославившаяся своими любовными связями, необычайно выгодными браками и покровительством изящных искусств… Пруст был у неё с визитом в январе 1915 г.»[163].

## Комментарии
1. ↑  См. также: Обзор разночтений в именах персонажей «Поисков», встречающихся в русскоязычных переводах романа, писем Пруста и работ о нём. Архивная копия от 20 октября 2019 на Wayback Machine
2. ↑  В оригинальном тексте Рассказчик называет дедушку Адольфа дядей (oncle Adolphe).
3. ↑  В окончании слова Cambremer слышится намёк на французское merde («дерьмо»), а первая часть созвучна одновременно с caca и так называемым mot de Cambronne — «словцом Камбронна», то есть тем же merde.
4. ↑  Точная цитата воспроизводит опечатку издания; в последующем тексте VII тома (с.177—178, 302, 351—352) фамилия персонажа пишется правильно: „Сент-Эверт“.
5. ↑  Князь Бородинский — вымышленный Прустом наследуемый дворянский титул Первой империи, подобен титулу князя Москворецкого, присвоенному Наполеоном маршалу Нею.
6. ↑  Это было в те времена, когда король был ещё принцем Уэльским.